# Interstate 35
Pour les articles homonymes, voir I35 et Route 35.
L'Interstate 35 (I-35) est une autoroute majeure du centre des États-Unis. Comme la majorité des autoroutes numérotées qui se terminent par un cinq, c'est une autoroute majeure qui traverse le pays du sud au nord. Elle s'étend de Laredo, Texas, à la frontière mexicaine, jusqu'à Duluth, Minnesota. L'autoroute se sépare en deux sections (I-35W et I-35E) à deux endroits; le métroplex de Dallas–Fort Worth au Texas et dans les villes jumelles de Minneapolis–Saint Paul au Minnesota.
Avec 1,568 miles (2,523 km), l'I-35 est la neuvième plus longue Interstate, et la troisième plus longue autoroute nord-sud, après l'I-75 et l'I-95. Bien que l'autoroute est généralement considérée comme une autoroute frontière à frontière, l'I-35 ne relie pas directement aucune des deux frontières internationales. Le terminus sud de l'I-35 se trouve à Hidalgo Street à Laredo, Texas, à une courte distance de la frontière mexicaine. Au nord, l'I-35 se termine à Duluth, Minnesota, avec des connexions pour le Canada via MN 61 jusqu'à Grand Portage, ou via la US 53 jusqu'à International Falls, Minnesota.
En plus des régions métropolitaines de Dallas–Fort Worth et de Minneapolis–Saint Paul, les autres villes importantes croisées par l'I-35 sont (du sud au nord): San Antonio, Texas; Austin, Texas; Oklahoma City, Oklahoma; Wichita, Kansas; Kansas City, Missouri; et Des Moines, Iowa.

## Description du tracé

### Texas

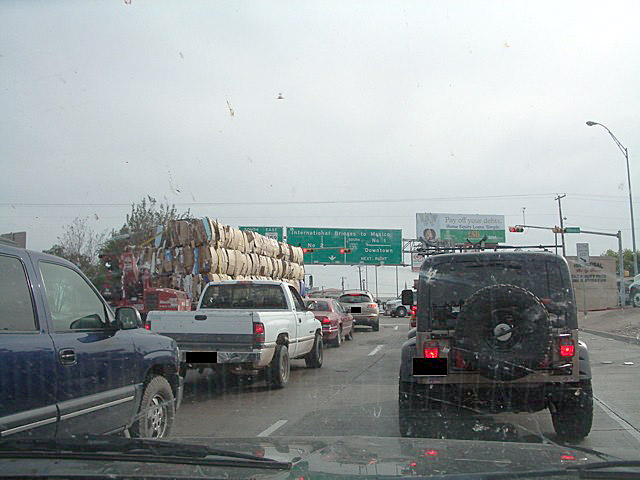
L'I-35 débute à un feu de signalisation à Laredo, Texas

L'I-35 débute à une intersection à niveau avec l'I-35-A Bus. à Laredo, Texas, juste au nord du Rio Grande et de la frontière internationale entre le Mexique et les États-Unis. Elle forme un multiplex de 17 miles (27 km) avec la US 83. À travers les comtés de Webb, La Salle et Frio, elle a une orientation vers le nord-nord-est, s'orientant davantage vers le nord autour de Moore. Elle traverse ensuite les coins des comtés de Medina et d'Atascosa avant d'entrer dans le comté de Bexar et dans la ville de San Antonio.
L'I-35 est nommée la Pan Am Expressway à San Antonio. Là, elle forme un court multiplex avec l'I-10 / US 87 et l'I-410 et sert de terminus nord à l'I-37. L'I-35 se dirige vers le nord-est de la ville en direction de la capitale de l'État, Austin.
À Austin, l'I-35 est l'Interregional Highway et forme un multiplex avec US 290 à travers le centre-ville d'Austin. À travers Austin, des voies surélevées ont été construites de chaque côté de l'autoroute d'origine. Avant cette amélioration, cette section incluait un passage à niveau avec une voie ferrée, ce qui est très inhabituel pour une autoroute. À partir d'Austin, l'I-35 passe par Round Rock, Temple, Pflugerville et Waco. À Belton, au sud de Temple, elle sert de terminus est à l'I-14. À Waco, l'I-35 est connue comme la Jack Kultgen Freeway et commence son multiplex avec US 77. Les campus de deux universités sont situés près de l'I-35.
L'I-35 se dirige alors vers Hillsboro, où elle se sépare en deux sections, l'I-35W et l'I-35E pour traverser la région de Dallas–Fort Worth. Le millage officiel, ainsi que le multiplex avec la US 77, suivent le tracé de l'I-35E à travers Dallas, alors que l'I-35W, une autoroute de 85 miles (137 km) suit son propre marquage entre Hillsboro et Denton, comme si elle formait une autoroute de contournement. À Dallas, l'I-35E est la R.L. Thornton Freeway au sud de l'I-30, alors qu'au nord, il s'agit de la Stemmons Freeway.
Après avoir passé par Dallas et Fort Worth, les deux embranchements de l'I-35 se rejoignent à Denton, près de l'Université du Texas du Nord. L'I-35 continue vers Gainesville avant de traverser la Red River en Oklahoma.

### Oklahoma
En Oklahoma, l'I-35 débute à la Red River à la frontière avec le Texas jusqu'à la frontière du Kansas près de Braman. Elle passe par plusieurs villes importantes de l'État. Du sud au nord, ces villes incluent Ardmore, Pauls Valley, Purcell, Norman, Moore, Oklahoma City et Edmond. Au centre-ville d'Oklahoma City, l'I-35 a une intersection majeure avec l'I-40 et l'I-235 à travers le nord du centre de la ville, alors que le trafic lourd l'emprunte pour se diriger vers le nord de l'État.

### Kansas
Entre la frontière avec l'Oklahoma et Emporia, l'I-35 fait partie du Kansas Turnpike. Cette section de l'autoroute dessert Wichita et passe par la région de Flint Hills. À Emporia, l'I-35 quitte son propre alignement. Cette section gratuite de l'I-35 donne accès à Ottawa avant d'entrer dans la région métropolitaine de Kansas City, où elle sert le comté de Johnson et Kansas City.
À plusieurs points entre Cassoday et Emporia, dans les Flint Hills, des routes de terre donnent un accès direct, sans rampe, aux camions de bétail dans l'une ou l'autre des directions.

### Missouri

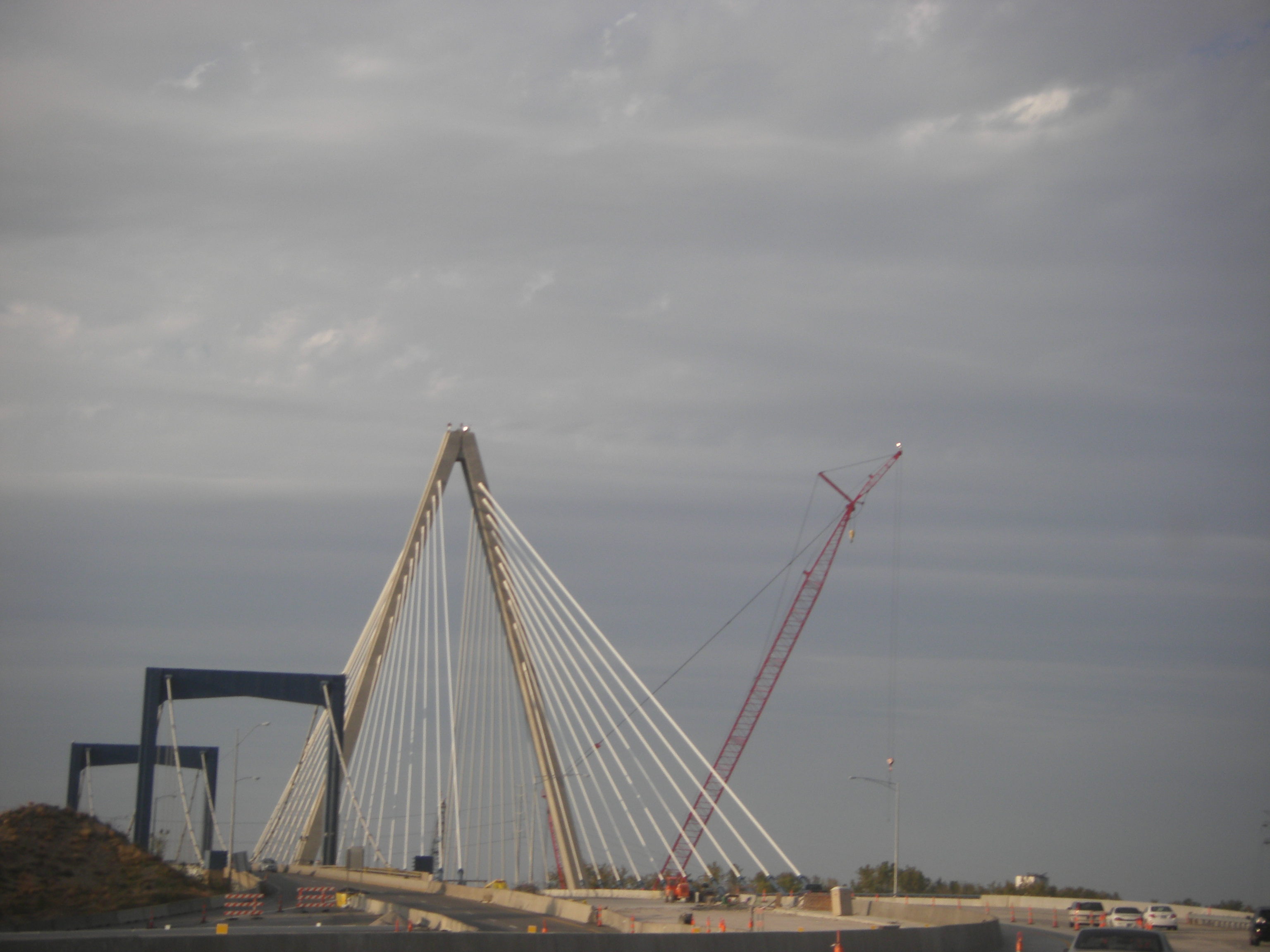
Le Bond Bridge porte l'I-35 à Kansas City

L'I-35 entre au Missouri deux miles (3,2 km) au sud-ouest du quartier des affaires de Kansas City. Elle continue vers le nord pour joindre le centre-ville de Kansas City, où elle sert de branche ouest et nord à la Loop du centre-ville. Avec le coin nord de la Loop, l'I-35 rejoint l'I-70. En quittant la Loop, l'I-29 débute et l'I-35 s'y joint, formant un multiplex. Les deux autoroutes traversent ensemble la rivière Missouri sur le Bond Bridge.
Après avoir traversé la rivière, les deux autoroutes se séparent. L'I-35 se dirige vers le nord pour rejoindre Cameron, Missouri et continue ensuite vers le nord jusqu'à la frontière avec l'Iowa.

### Iowa
Dans les segments au sud de l'État, l'I-35 est parallèle à la US 69 pour la majorité de son trajet.
À Des Moines, l'I-35 forme un multiplex de 12 miles (19 km) avec l'I-80. Ce multiplex se situe au nord-ouest du centre ville de Des Moines. À la sortie 137 de l'I-80, le multiplex se termine via un échangeur avec l'I-235.
Au nord de Des Moines, l'I-35 est majoritairement parallèle à la US 69, traversant une grande étendue rurale de l'Iowa.
L'I-35 fait partie de l'Avenue of the Saints entre Clear Lake et Saint Paul, Minnesota.

### Minnesota

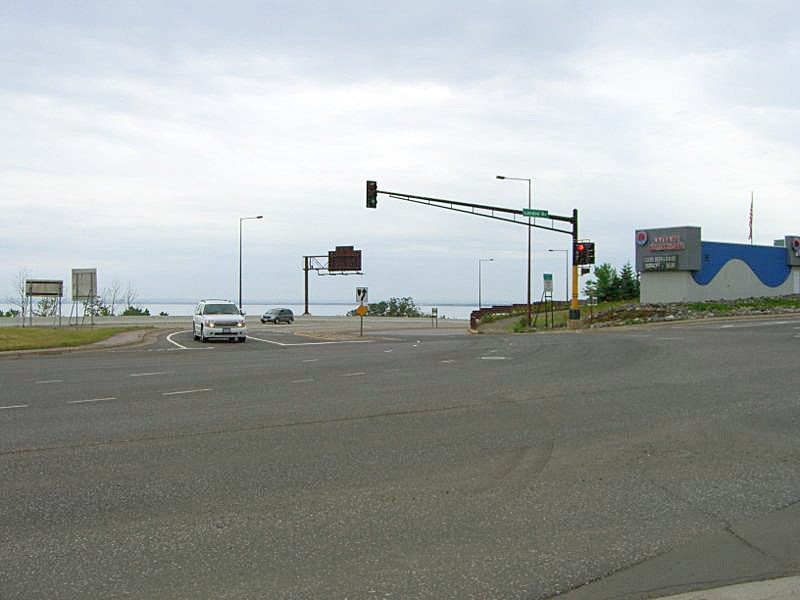
Le terminus nord de l'I-35 est à l'intersection avec London Road (MN 61) à Duluth, Minnesota, avec le Lac Supérieur en arrière-plan.

L'I-35 entre au Minnesota près d'Albert Lea, où elle croise l'I-90. En se dirigeant vers le nord, l'I-35 atteint Medford, où les rampes d'accès mènent à des carrefours giratoires. Il s'agit du premier endroit dans l'État à relier des voies à des autoroutes de la sorte.
L'I-35 se sépare encore en deux segments; l'I-35W et l'I-35E dans la région de Minneapolis–Saint Paul. Le millage et les numéros de sortie suivent l'I-35E. Une intersection avec un virage serré entre l'I-35W et l'I-94 recommande aux conducteurs de réduire la vitesse. Il n'est pas possible de passer de l'I-94 ouest à l'I-35 nord et vice-versa.
Sur l'I-35E, entre MN 5 and l'I-94, dans les deux directions, les camions pesant plus de 9 000 livres (4 100 kg) sont interdits sur l'autoroute. Cette section ne fut complétée qu'à la fin des années 1980 dû à l'opposition des citoyens du quartier historique de Crocus Hill, lequel se situe à quelques mètres du tracé. Les quatre voies aménagées en "parkway" ont été un compromis, tout comme l'interdiction du trafic lourd. Ce dernier doit passer par l'I-494 et l'I-694 à l'est de Saint Paul.
L'I-35 croise l'I-535 / US 53 à Duluth, Minnesota. Des feux de circulation sont présents dans les bretelles.
Le terminus nord de l'I-35 est à une intersection dans l'est de Duluth. Les automobilistes peuvent alors tourner à droite sur London Road / MN 61 vers le nord, continuer tout droit sur la 26th Avenue East ou tourner à gauche sur London Road vers le sud.

## Liste des sorties

### Texas
| Interstate 35                                                                   |                              |                                                                              |        |                                            | | |
| Comté                                                                           | Municipalité                 | mi                                                                           | km     | Sortie                                     | Intersections / Destinations | Notes |
| Webb                                                                            | Laredo                       | 0,00                                                                         | 0,00   |                                            | US 83 sud (Santa Ursula Avenue) vers Victoria Street est / SH 359 (en) sud / I-35 BL – Zapata, Hebbronville, Laredo International Bridge, Centre-ville | Intersection à niveau; sortie direction sud; terminus sud; terminus sud du multiplex avec US 83; la route se poursuit via US 83 |
| Webb                                                                            | Laredo                       | 0,00                                                                         | 0,00   | US 83 (San Dario Avenue) / Victoria Street | Intersection à niveau; entrée direction nord; terminus sud; terminus sud du multiplex avec US 83                                                       | |
| Webb                                                                            | Laredo                       | 0,20                                                                         | 0,32   | 1A                                         | Scott Street, Washington Street | Sortie direction sud, entrée direction nord                                                                                     |
| Webb                                                                            | Laredo                       | 0,70                                                                         | 1,10   | 1B                                         | Park Street, Sanchez Street | Sortie direction sud, entrée direction nord                                                                                     |
| Webb                                                                            | Laredo                       | 1,40                                                                         | 2,30   | 2                                          | US 59 Bus. (Saunders Street) – Freer, Corpus Christi, Houston                                                                                          | Accès à l'Aéroport international de Laredo                                                                                      |
| Webb                                                                            | Laredo                       | 2,20                                                                         | 3,50   | 3A                                         | Hillside Road, Calton Road | |
| Webb                                                                            | Laredo                       | 3,10                                                                         | 5,00   | 3B                                         | I-35 BL (San Bernardo Avenue) / Mann Road | |
| Webb                                                                            | Laredo                       | 3,80                                                                         | 6,10   | 4                                          | Del Mar Boulevard, Santa Maria Avenue | |
| Webb                                                                            | Laredo                       | 4,20                                                                         | 6,80   | 4A                                         | FM 1472 (en) (Mines Road) | Sortie direction nord, entrée direction sud                                                                                     |
| Webb                                                                            | Laredo                       | 4,50                                                                         | 7,20   | 4B                                         | International Boulevard, Las Cruces Drive, Shiloh Drive                                                                                                | Indiqué sortie 7 en direction sud                                                                                               |
| Webb                                                                            | Laredo                       | 6,10                                                                         | 9,80   | 5                                          | San Isidro Parkway | Sortie direction nord seulement                                                                                                 |
| Webb                                                                            | Laredo                       | 6,60                                                                         | 10,60  | 8A                                         | I-69W ouest / US 59 ouest / Loop 20 (en) ouest (Bob Bullock Loop) / World Trade Bridge                                                                 | Indiqué sortie 8 en direction nord                                                                                              |
| Webb                                                                            | Laredo                       | 6,80                                                                         | 10,90  | 8Br                                        | I-69W est / US 59 est / Loop 20 (en) est (Bob Bullock Loop) – Freer, Corpus Christi, Houston                                                           | Pas de sortie direction sud |
| Webb                                                                            | Laredo                       | 8,60                                                                         | 13,80  | 9                                          | Killam Industrial Boulevard | Sortie direction sud seulement                                                                                                  |
| Webb                                                                            | Laredo                       | 10,70                                                                        | 17,20  | 12A                                        | Port Laredo | Sortie direction nord seulement                                                                                                 |
| Webb                                                                            | Laredo                       | 11,80                                                                        | 19,00  | 12B                                        | Carriers Drive – Uniroyal Road | Sortie direction sud via sorties 12 et 13                                                                                       |
| Webb                                                                            | Botines                      | 17,90                                                                        | 28,80  | 18                                         | US 83 nord – Carrizo Springs, Crystal City, Uvalde, Eagle Pass, Del Rio                                                                                | Terminus nord du multiplex avec US 83                                                                                           |
| Webb                                                                            | Webb                         | 20,60                                                                        | 33,20  | 22                                         | Webb | |
| Webb                                                                            |                              | 23,10                                                                        | 37,20  | 24                                         | SH 255 (en) (Camino Colombia Road) | |
| Webb                                                                            | Callaghan                    | 26,40                                                                        | 42,50  | 27                                         | Callaghan | |
| Webb                                                                            |                              | 32,00                                                                        | 51,50  | 32                                         | San Roman Interchange | |
| Webb                                                                            | Encinal                      | 37,60                                                                        | 60,50  | 38                                         | I-35 BL nord – Encinal | Sortie direction nord, entrée direction sud                                                                                     |
| La Salle                                                                        | Encinal                      | 38,70                                                                        | 62,30  | 39                                         | I-35 BL sud / SH 44 (en)– Encinal, Freer | |
| La Salle                                                                        |                              | 48,10                                                                        | 77,40  | 48                                         | Caiman Creek Interchange | |
| La Salle                                                                        | Artesia Wells                | 55,40                                                                        | 89,20  | 56                                         | FM 133 (en) – Artesia Wells, Catarina | |
| La Salle                                                                        |                              | 62,60                                                                        | 100,70 | 63                                         | Elm Creek Interchange | |
| La Salle                                                                        | Cotulla                      | 65,40                                                                        | 105,30 | 65                                         | I-35 BL nord – Cotulla | |
| La Salle                                                                        | Cotulla                      | 67,20                                                                        | 108,10 | 67                                         | FM 468 (en) – Big Wells | |
| La Salle                                                                        | Cotulla                      | 68,00                                                                        | 109,40 | 69                                         | I-35 BL sud – Cotulla | Indiqué sortie 68 en direction nord                                                                                             |
| La Salle                                                                        | Gardendale                   | 72,90                                                                        | 117,30 | 74                                         | Gardendale | |
| La Salle                                                                        | Millett                      | 77,40                                                                        | 124,60 | 77                                         | FM 469 (en) – Millett | |
| Limite La Salle–Frio                                                            | Dilley                       | 82,00                                                                        | 132,00 | 82                                         | I-35 BL nord / County Line Road – Dilley | |
| Frio                                                                            | Dilley                       | 83,50                                                                        | 134,40 | 84                                         | SH 85 (en) – Charlotte, Carrizo Springs, Crystal City                                                                                                  | |
| Frio                                                                            | Dilley                       | 84,60                                                                        | 136,20 | 85                                         | FM 117 (en) – Batesville | |
| Frio                                                                            | Dilley                       | 86,30                                                                        | 138,90 | 86                                         | I-35 BL sud – Dilley | |
| Frio                                                                            | Derby                        | 91,40                                                                        | 147,10 | 91                                         | Spur 581 (en) nord / FM 1583 (en) – Derby | |
| Frio                                                                            | Pearsall                     | 99,40                                                                        | 160,00 | 99                                         | I-35 BL nord / FM 1581 (en) – Pearsall, Divot | |
| Frio                                                                            | Pearsall                     | 99,90                                                                        | 160,80 | 101                                        | FM 140 (en) – Pearsall, Uvalde | Indiqué sortie 100 en direction nord                                                                                            |
| Frio                                                                            | Pearsall                     | 104,20                                                                       | 167,70 | 104                                        | I-35 BL sud | |
| Frio                                                                            | Moore                        | 110,60                                                                       | 178,00 | 111                                        | US 57 – Eagle Pass, Piedras Negras | |
| Frio                                                                            | Moore                        | 113,40                                                                       | 182,50 | 114                                        | FM 462 (en) – Bigfoot, Yancey | |
| Medina                                                                          | Devine                       | 120,20                                                                       | 193,40 | 121                                        | SH 132 (en) nord – Devine | |
| Medina                                                                          | Devine                       | 122,40                                                                       | 197,00 | 122                                        | SH 173 (en) – Hondo, Devine, Jourdanton | |
| Medina                                                                          | Devine                       | 124,30                                                                       | 200,00 | 124                                        | FM 463 (en) / Bigfoot Road – Devine | |
| Medina                                                                          |                              | 125,70                                                                       | 202,30 | 125                                        | CR 770 | Sortie direction nord seulement                                                                                                 |
| Medina                                                                          | Natalia                      | 127,10                                                                       | 204,50 | 127                                        | FM 471 (en) – Natalia | |
| Atascosa                                                                        | Lytle                        | 131,20                                                                       | 211,10 | 131                                        | FM 2790 (en) / FM 3175 (en) (Benton City Road) – Lytle                                                                                                 | |
| Bexar                                                                           | Lytle                        | 133,30                                                                       | 214,50 | 133                                        | SH 132 (en) sud – Lytle | Sortie direction sud, entrée direction nord                                                                                     |
| Bexar                                                                           | Atascosa                     | 134,50                                                                       | 216,50 | 135                                        | Luckey Road | |
| Bexar                                                                           | Atascosa                     | 136,70                                                                       | 220,00 | 137                                        | Shepherd Road | |
| Bexar                                                                           | Atascosa                     | 138,40                                                                       | 222,70 | 139                                        | Kinney Road | |
| Bexar                                                                           | Von Ormy                     | 140,00                                                                       | 225,30 | 140                                        | Loop 1604 (en) (Anderson Loop) – Somerset | |
| Bexar                                                                           | Von Ormy                     | 141,20                                                                       | 227,20 | 141                                        | Benton City Road – Von Ormy | |
| Bexar                                                                           | San Antonio                  | 142,30                                                                       | 229,00 | 142                                        | Demi-tour de Medina River | Entrée direction sud seulement                                                                                                  |
| Bexar                                                                           | San Antonio                  | 143,10                                                                       | 230,30 | 144                                        | Fischer Road | |
| Bexar                                                                           | San Antonio                  | 144,50                                                                       | 232,60 | 145A                                       | I-410 (Connally Loop) / SH 16 (en) / SH 130 (en) nord                                                                                                  | Sortie 53 de l'I-410; accès à l'aéroport international de San Antonio                                                           |
| Bexar                                                                           | San Antonio                  | 145,30                                                                       | 233,80 | 145B                                       | Loop 353 (en) nord (New Laredo Highway) | Pas d'entrée en direction nord                                                                                                  |
| Bexar                                                                           | San Antonio                  | 145,90                                                                       | 234,80 | 146                                        | Cassin Road | Sortie en direction sud via sortie 147                                                                                          |
| Bexar                                                                           | San Antonio                  | 147,50                                                                       | 237,40 | 147                                        | Somerset Road | |
| Bexar                                                                           | San Antonio                  | 147,90                                                                       | 238,00 | 148                                        | Spur 422 (en) (Poteet-Jourdanton Freeway) vers SH 16 (en) sud / Palo Alto Road – Poteet                                                                | Indiqué sortie 149 en direction sud                                                                                             |
| Bexar                                                                           | San Antonio                  | 149,10                                                                       | 240,00 | 150A                                       | Zarzamora Street | |
| Bexar                                                                           | San Antonio                  | 150,00                                                                       | 241,40 | 150B                                       | Loop 13 (en) (Military Drive) | Accès à l'aéroport municipal Stinson                                                                                            |
| Bexar                                                                           | San Antonio                  | 150,80                                                                       | 242,70 | 151                                        | Southcross Boulevard | |
| Bexar                                                                           | San Antonio                  | 151,60                                                                       | 244,00 | 152A                                       | Division Avenue | |
| Bexar                                                                           | San Antonio                  | 152,40                                                                       | 245,30 | 152B                                       | Malone Avenue, Theo Avenue | |
| Bexar                                                                           | San Antonio                  | 153,20                                                                       | 246,60 | 153                                        | I-10 est (José López Freeway) / US 87 sud / US 90 (Rodriguez Freeway) – Houston, Del Rio, Uvalde, Hondo                                                | Terminus sud du multiplex avec I-10 / US 87; sortie 572 de l'I-10 ouest                                                         |
| Bexar                                                                           | San Antonio                  | 153,90                                                                       | 247,70 | 154A                                       | Loop 353 (en) sud (Nogalitos Street) / San Marcos Street                                                                                               | |
| Bexar                                                                           | San Antonio                  | 154,40                                                                       | 248,50 | 154B                                       | South Laredo Street, Cevallos Street | |
| Bexar                                                                           | San Antonio                  | 154,70                                                                       | 249,00 | 155A                                       | Spur 536 (en) (South Alamo Street) – The Alamo | |
| Bexar                                                                           | San Antonio                  | 155,20                                                                       | 249,80 | 155B                                       | Frio Street, Cesar E. Chavez Boulevard – Centre-ville de San Antonio                                                                                   | |
| Bexar                                                                           | San Antonio                  | 155,70                                                                       | 250,60 | 156                                        | I-10 ouest (McDermott Freeway) / US 87 nord – El Paso                                                                                                  | Terminus nord du multiplex avec I-10 / US 87; sortie 570 de l'I-10 est                                                          |
| Bexar                                                                           | San Antonio                  | 155,70                                                                       | 250,60 | 155C                                       | West Houston Street, Commerce Street | Sortie direction sud seulement                                                                                                  |
| Bexar                                                                           | San Antonio                  | 156,30                                                                       | 251,50 | 157A                                       | San Pedro Avenue, Main Avenue, Lexington Avenue | |
| Bexar                                                                           | San Antonio                  | 156,70                                                                       | 252,20 | 157B                                       | McCullough Avenue, Brooklyn Avenue | |
| Bexar                                                                           | San Antonio                  | 157,00                                                                       | 252,70 | 157C                                       | St. Mary's Street | Sortie direction nord seulement                                                                                                 |
| Bexar                                                                           | San Antonio                  | 156,90                                                                       | 252,50 | 158                                        | I-37 sud (Adams Freeway) / US 281 (McAllister Freeway) – Corpus Christi, Johnson City                                                                  | Indiqué sortie 158A (nord) et 158B (sud) en direction sud; terminus nord de l'I-37; sortie 142 de l'I-37                        |
| Bexar                                                                           | San Antonio                  | 157,60                                                                       | 253,60 | 158C                                       | Loop 368 (en) (Broadway) / North Alamo Street | Sortie direction nord via sortie 158                                                                                            |
| Bexar                                                                           | San Antonio                  | 158,40                                                                       | 254,90 | 159A                                       | New Braunfels Avenue | |
| Bexar                                                                           | San Antonio                  | 158,70                                                                       | 255,40 | 159B                                       | Walters Street – Fort Sam Houston | |
| Bexar                                                                           | San Antonio                  | 160,10                                                                       | 257,70 | 160                                        | AT&T Center Parkway | Sortie direction nord via sortie 159B                                                                                           |
| Bexar                                                                           | San Antonio                  | 160,20                                                                       | 257,80 | 160                                        | Splashtown Drive | Sortie direction nord, entrée direction sud                                                                                     |
| Bexar                                                                           | San Antonio                  | 161,30                                                                       | 259,60 | 161                                        | Binz-Englemann Road | Sortie direction nord, entrée direction sud                                                                                     |
| Bexar                                                                           | San Antonio                  | 161,60                                                                       | 260,10 | 162                                        | I-410 sud (Connally Loop) | Sortie direction nord, entrée direction sud; sortie 31 de l'I-410 nord                                                          |
| Bexar                                                                           | San Antonio                  | 161,90                                                                       | 260,60 | 162                                        | Binz-Englemann Road | Sortie direction sud, entrée direction nord                                                                                     |
| Bexar                                                                           | San Antonio                  | 162,00                                                                       | 260,70 | 163                                        | Petroleum Drive | Sortie direction nord, entrée direction sud                                                                                     |
| Bexar                                                                           | San Antonio                  | 163,10                                                                       | 262,50 | 163                                        | I-410 sud (Connally Loop) | Terminus sud du multiplex avec I-410; sortie direction sud, entrée direction nord                                               |
| Bexar                                                                           | San Antonio                  | 163,60                                                                       | 263,30 | 164A                                       | Rittiman Road | |
| Bexar                                                                           | San Antonio                  | 164,80                                                                       | 265,20 | 164B                                       | Eisenhauer Road | |
| Bexar                                                                           | San Antonio                  | 164,90                                                                       | 265,40 | 165                                        | FM 1976 (en) (Walzem Road) | |
| Bexar                                                                           | San Antonio                  | 166,40                                                                       | 267,80 | 166                                        | I-410 ouest (Connally Loop) / Loop 368 (en) sud | Terminus nord du multiplex avec I-410; sortie 27 de l'I-410 est; accès à l'aéroport international de San Antonio                |
| Bexar                                                                           | San Antonio                  | 165,80                                                                       | 266,80 | 167A                                       | Randolph Boulevard – Windcrest | Sortie direction nord via sortie 166A                                                                                           |
| Bexar                                                                           | San Antonio                  | 167,20                                                                       | 269,10 | 167B                                       | Thousand Oaks Drive, Starlight Terrace | Indiqué sortie 166A direction nord                                                                                              |
| Bexar                                                                           | San Antonio                  | 167,80                                                                       | 270,00 | 168                                        | Weidner Road | |
| Bexar                                                                           | San Antonio                  | 168,60                                                                       | 271,30 | 169                                        | PA 1502 (en) (Wurzbach Parkway) / O'Conner Road | |
| Bexar                                                                           | San Antonio                  | 169,50                                                                       | 272,80 | 170A                                       | Judson Road | Indiqué sortie 170 direction sud                                                                                                |
| Bexar                                                                           | Limite San Antonio–Live Oak  | 170,00                                                                       | 273,60 | 170B                                       | Topperwein Road | Sortie direction sud via sortie 172                                                                                             |
| Bexar                                                                           | Live Oak                     | 170,40                                                                       | 274,20 | 171                                        | SH 218 (en) (Pat Booker Road) – Universal City, Randolph AFB, Live Oak, Converse                                                                       | Sortie direction sud via sortie 172                                                                                             |
| Bexar                                                                           | Universal City               | 171,00                                                                       | 275,20 | 172                                        | Loop 1604 (en) (Anderson Loop) | |
| Bexar                                                                           | Selma                        | 172,20                                                                       | 277,10 | 173                                        | Olympia Parkway, Retama Parkway, Forum Parkway | |
| Bexar                                                                           | Selma                        | 173,00                                                                       | 278,40 | 174A                                       | FM 1518 (en) – Selma, Schertz | |
| Guadalupe                                                                       | Schertz                      | 174,00                                                                       | 280,00 | 174B                                       | Schertz Parkway | |
| Guadalupe                                                                       | Schertz                      | 174,90                                                                       | 281,50 | 175                                        | FM 3009 (en) (Natural Bridge Caverns Road / Roy Richard Drive) – Schertz, Garden Ridge                                                                 | |
| Guadalupe                                                                       | Schertz                      | 175,90                                                                       | 283,10 | 176                                        | Wiederstein Road | |
| Comal                                                                           | Schertz                      | 176,70                                                                       | 284,40 | 177                                        | FM 482 (en) / FM 2252 (en) | |
| Comal                                                                           | Schertz                      | 178,30                                                                       | 286,90 | 178                                        | FM 1103 (en) (Hubertus Road) – Cibolo | |
| Comal                                                                           | Schertz                      | 180,20                                                                       | 290,00 | 180                                        | Schwab Road | |
| Comal                                                                           | New Braunfels                | 181,70                                                                       | 292,40 | 182                                        | Engel Road | |
| Comal                                                                           | New Braunfels                | 183,20                                                                       | 294,80 | 183                                        | Solms Road | |
| Comal                                                                           | New Braunfels                | 184,30                                                                       | 296,60 | 184                                        | Loop 337 (en) / FM 482 (en) / Rueckle Road | |
| Comal                                                                           | New Braunfels                | 185,10                                                                       | 297,90 | 185                                        | I-35 BL nord / FM 1044 (en) – New Braunfels | |
| Comal                                                                           | New Braunfels                | 185,90                                                                       | 299,20 | 186                                        | Walnut Avenue | |
| Comal                                                                           | New Braunfels                | 186,90                                                                       | 300,80 | 187                                        | FM 725 (en) (Seguin Avenue) – Lake McQueeney | |
| Comal                                                                           | New Braunfels                | 187,70                                                                       | 302,10 | 188                                        | Demi-tour de Guadalupe River | Direction nord seulement |
| Comal                                                                           | New Braunfels                | 188,80                                                                       | 302,60 | 189                                        | SH 46 (en) / Loop 337 (en) – Seguin, Boerne | Accès à l'aéroport régional de New Braunfels                                                                                    |
| Comal                                                                           | New Braunfels                | 188,90                                                                       | 304,00 | 190A                                       | I-35 BL sud – New Braunfels | |
| Comal                                                                           | New Braunfels                | 190,40                                                                       | 306,40 | 190B                                       | Post Road | Sortie direction sud, entrée direction nord                                                                                     |
| Comal                                                                           | New Braunfels                | 190,50                                                                       | 306,60 | 191                                        | FM 306 (en) – Canyon Lake, Gruene | |
| Comal                                                                           | New Braunfels                | 191,40                                                                       | 308,00 | 193                                        | Conrads Lake, Kohlenberg Road | |
| Comal                                                                           |                              | 194,70                                                                       | 313,30 | 195                                        | Watson Lane, Old Bastrop Road | |
| Comal                                                                           |                              | 196,30                                                                       | 315,90 | 196                                        | FM 1102 (en) (York Creek Road) | |
| Hays                                                                            | San Marcos                   | 198,70                                                                       | 319,80 | 199                                        | Posey Road | |
| Hays                                                                            | San Marcos                   | 199,00                                                                       | 320,30 | 200                                        | Centerpoint Road | |
| Hays                                                                            | San Marcos                   | 200,10                                                                       | 322,00 | 201                                        | McCartey Lane | |
| Hays                                                                            | San Marcos                   | 202,30                                                                       | 325,60 | 202                                        | RM 12 (en) (Wonder World Drive) – Wimberley | |
| Hays                                                                            | San Marcos                   | 203,60                                                                       | 327,70 | 204A                                       | SH 123 (en) est / Loop 82 (en) ouest – Centre-ville, Seguin                                                                                            | Indiqué sortie 204 en direction nord                                                                                            |
| Hays                                                                            | San Marcos                   | 204,30                                                                       | 328,80 | 204B                                       | C. M. Allen Parkway | Sortie direction sud seulement                                                                                                  |
| Hays                                                                            | San Marcos                   | 204,90                                                                       | 329,80 | 205                                        | SH 80 (en) est / SH 142 (en) est / SH 21 (en) est – Bastrop, Luling, Lockhart                                                                          | |
| Hays                                                                            | San Marcos                   | 205,60                                                                       | 330,90 | 206                                        | Loop 82 (en) (Aquarena Springs Drive) | |
| Hays                                                                            | San Marcos                   | 207,30                                                                       | 333,60 | 207                                        | River Ridge Parkway | Direction sud seulement |
| Hays                                                                            | San Marcos                   | 207,50                                                                       | 333,90 | 208                                        | Blanco River / Chuch Nash Loop | |
| Hays                                                                            | San Marcos                   | 210,10                                                                       | 338,10 | 210                                        | Yarrington Road | |
| Hays                                                                            | Kyle                         | 212,50                                                                       | 342,00 | 213                                        | RM 150 (en) (Center Street) – Kyle | |
| Hays                                                                            | Kyle                         | 214,50                                                                       | 345,20 | 215                                        | FM 1626 (en) (Kyle Parkway) | |
| Hays                                                                            | Kyle                         | 216,70                                                                       | 348,70 | 217                                        | RM 967 (en) / Kyle Crossing | |
| Hays                                                                            | Buda                         | 217,30                                                                       | 349,70 | 219                                        | Robert S. Light Boulevard | Sortie direction nord, entrée direction sud                                                                                     |
| Hays                                                                            | Buda                         | 218,80                                                                       | 352,10 | 220                                        | FM 2001 (en) (Cabelas Drive) – Buda, Niederwald | |
| Hays                                                                            | Buda                         | 221,00                                                                       | 355,70 | 221                                        | Main Street | Sortie direction sud, entrée direction nord                                                                                     |
| Travis                                                                          | Austin                       | 221,50                                                                       | 356,50 | 223                                        | FM 1327 (en) – Creedmoor | Accès direction nord via sortie 220                                                                                             |
| Travis                                                                          | Austin                       | 221,80                                                                       | 357,00 | 223A                                       | SH 45 Toll (en) est vers SH 130 Toll (en) | Accès direction sud via sortie 223                                                                                              |
| Travis                                                                          | Austin                       | 222,90                                                                       | 358,70 | 225                                        | Vers FM 1626 (en) / Onion Creek Parkway | |
| Travis                                                                          | Austin                       | 224,70                                                                       | 361,60 | 226                                        | Vers FM 1626 (en) / Slaughter Creek Overpass (Brezza Lane)                                                                                             | |
| Travis                                                                          | Austin                       | 225,80                                                                       | 363,40 | 227                                        | Loop 275 (en) nord (Slaughter Lane) | |
| Travis                                                                          | Austin                       | 227,90                                                                       | 366,80 | 228                                        | William Cannon Drive | |
| Travis                                                                          | Austin                       | 229,30                                                                       | 369,00 | 229                                        | Stassney Lane | Indiqué sortie 228 en direction nord                                                                                            |
| Travis                                                                          | Austin                       | 229,60                                                                       | 369,50 | 230                                        | Ben White Boulevard, Woodward Street | Indiqué sortie 231 en direction sud                                                                                             |
| Travis                                                                          | Austin                       | 230,20                                                                       | 370,50 | 231                                        | US 290 ouest / SH 71 (en) – Johnson City, Bastrop, Aéroport d'Austin                                                                                   | Terminus sud du multiplex avec US 290; indiqué sortie 230 en direction sud                                                      |
| Travis                                                                          | Austin                       | 231,50                                                                       | 372,60 | 232A                                       | Oltorf Street | Indiqué sortie 232 en direction sud                                                                                             |
| Travis                                                                          | Austin                       | 232,20                                                                       | 373,70 | 232B                                       | Woodland Avenue | Indiqué sortie 232 en direction sud                                                                                             |
| Travis                                                                          | Austin                       | 232,90                                                                       | 374,80 | 233                                        | Riverside Drive | |
| Travis                                                                          | Austin                       | Pont au-dessus du fleuve Colorado (Lady Bird Lake)                           |        |                                            | | |
| Travis                                                                          | Austin                       | 233,20                                                                       | 375,30 | 234A                                       | Cesar Chavez Street, Holly Street | Indiqué Holly Street seulement en direction nord                                                                                |
| Travis                                                                          | Austin                       | 233,90                                                                       | 376,40 | 234B                                       | Cesar Chavez Street, 2nd Street, 4th Street | Sortie direction nord, entrée direction sud                                                                                     |
| Travis                                                                          | Austin                       | 234,60                                                                       | 377,60 | 234B                                       | 8th Street, 3rd Street – Université Huston-Tillotson                                                                                                   | Sortie direction sud, entrée direction nord                                                                                     |
| Travis                                                                          | Austin                       | 234,30                                                                       | 377,10 | 234C                                       | 6th Street, 12th Street | Sortie direction nord, entrée direction sud                                                                                     |
| Travis                                                                          | Austin                       | 234,90                                                                       | 378,00 | 234C                                       | 12th Street, 11th Street – Capitole d'État | Sortie direction sud, entrée direction nord                                                                                     |
| Travis                                                                          | Austin                       | Terminus sud de l'autoroute à deux niveaux (niveau supérieur est l'Express)  |        |                                            | | |
| Travis                                                                          | Austin                       | 235,00                                                                       | 378,20 | 235A                                       | 15th Street, MLK Boulevard – Université du Texas, Capitole d'État                                                                                      | |
| Travis                                                                          | Austin                       | 235,60                                                                       | 379,20 | 235B                                       | Manor Road | Niveau inférieur seulement |
| Travis                                                                          | Austin                       | 235,90                                                                       | 379,60 | 236                                        | Dean Keeton Street, rues 32nd-38½ | Niveau inférieur seulement; indiqué sortie 236A (Deen Keaton Street, 32nd Street) et 236B (38½ Street) en direction sud         |
| Travis                                                                          | Austin                       | Terminus nord de l'autoroute à deux niveaux (niveau supérieur est l'Express) |        |                                            | | |
| Travis                                                                          | Austin                       | 237,00                                                                       | 381,40 | 237A                                       | Airport Boulevard | |
| Travis                                                                          | Austin                       | 237,40                                                                       | 382,10 | 237B                                       | 51st Street, Cameron Road | Indiqué sortie 238A en direction sud                                                                                            |
| Travis                                                                          | Austin                       | 237,90                                                                       | 382,90 | 238A                                       | RM 2222 (en) ouest | Sortie direction sud via sortie 238B                                                                                            |
| Travis                                                                          | Austin                       | 238,30                                                                       | 383,50 | 238B                                       | US 290 est – Houston | Terminus nord du multiplex avec US 290                                                                                          |
| Travis                                                                          | Austin                       | 238,70                                                                       | 384,20 | 240                                        | US 183 (Anderson Lane) / St. Johns Avenue – Lockhart, Lampasas, Aéroport d'Austin                                                                      | Indiqué sortie 239 (sud) et 240 (nord) en direction nord                                                                        |
| Travis                                                                          | Austin                       | 240,10                                                                       | 386,40 | 241                                        | Rundberg Lane | |
| Travis                                                                          | Austin                       | 241,70                                                                       | 389,00 | 243                                        | Braker Lane | |
| Travis                                                                          | Austin                       | 243,10                                                                       | 391,20 | 244                                        | Teh Ridge Boulevard, Yager Lane | |
| Travis                                                                          | Austin                       | 244,70                                                                       | 393,80 | 245                                        | FM 734 (en) (Parmer Lane) | |
| Travis                                                                          | Austin                       | 246,30                                                                       | 396,40 | 246                                        | Howard Lane | Indiqué sortie 245 en direction nord                                                                                            |
| Travis                                                                          | Pflugerville                 | 246,50                                                                       | 396,70 | 247                                        | FM 1825 (en) / Wells Branch Parkway – Pflugerville | |
| Travis                                                                          | Pflugerville                 | 247,60                                                                       | 398,50 | 248                                        | Grand Avenue Parkway | |
| Limite Travis–Williamson                                                        | Round Rock                   | 249,30                                                                       | 401,20 | 250                                        | SH 45 (en) (Louis Henna Boulevard) vers Loop 1 (en) | Indiqué sortie 251 en direction sud                                                                                             |
| Limite Travis–Williamson                                                        | Round Rock                   | 250,90                                                                       | 403,80 | 250                                        | SH 45 Toll (en) vers Loop 1 Toll (en) | Sortie direction sud, entrée direction nord                                                                                     |
| Williamson                                                                      | Round Rock                   | 250,00                                                                       | 402,30 | 252B                                       | RM 620 (en) (Round Rock Avenue) / McNeil Road | |
| Williamson                                                                      | Round Rock                   | 252,30                                                                       | 406,00 | 253                                        | US 79 nord (Palm Valley Boulevard) – Hutto, Taylor | |
| Williamson                                                                      | Round Rock                   | 253,30                                                                       | 407,60 | 254                                        | Spur 379 (en) / FM 3406 (en) (Old Settlers Boulevard) – Round Rock                                                                                     | |
| Williamson                                                                      | Round Rock                   | 254,50                                                                       | 409,60 | 256                                        | RM 1431 (en) (University Boulevard) – Cedar Park | |
| Williamson                                                                      | Limite Round Rock–Georgetown | 255,60                                                                       | 411,30 | 257                                        | Westinghouse Road | |
| Williamson                                                                      | Georgetown                   | 257,20                                                                       | 413,90 | 259A                                       | Frontage Road | Sortie direction nord, entrée direction sud                                                                                     |
| Williamson                                                                      | Georgetown                   | 258,50                                                                       | 416,00 | 259                                        | Spur 26 (en) (Southeast Inner Loop) / Austin Avenue | Indiqué sortie 259B en direction nord; pas d'entrée en direction nord                                                           |
| Williamson                                                                      | Georgetown                   | 259,40                                                                       | 417,50 | 260                                        | RM 2243 (en) – Leander | |
| Williamson                                                                      | Georgetown                   | 260,30                                                                       | 418,90 | 261                                        | SH 29 (en) – Burnet, Université Southwestern | |
| Williamson                                                                      | Georgetown                   | 261,20                                                                       | 420,40 | 262                                        | Williams Drive / Sun City | |
| Williamson                                                                      | Georgetown                   | 263,80                                                                       | 424,50 | 264                                        | Spur 158 (en) (Austin Avenue) / Lakeway Drive / Northeast Innter Loop                                                                                  | |
| Williamson                                                                      | Georgetown                   | 264,50                                                                       | 425,70 | 265                                        | SH 130 Toll (en) sud – Austin, Houston, San Antonio | |
| Williamson                                                                      |                              | 264,90                                                                       | 426,30 | 266                                        | SH 195 (en) nord – Killeen, Florence | |
| Williamson                                                                      |                              | 266,80                                                                       | 429,40 | 268                                        | FM 972 (en) – Walburg | |
| Williamson                                                                      | Jarrell                      | 271,00                                                                       | 436,10 | 271                                        | Ronald Reagan Boulevard | |
| Williamson                                                                      | Jarrell                      | 275,00                                                                       | 442,60 | 274                                        | County Road 312 | Sortie direction sud, entrée direction nord                                                                                     |
| Williamson                                                                      | Jarrell                      | 274,00                                                                       | 441,00 | 275                                        | FM 487 (en) – Florence, Bartlett | |
| Williamson                                                                      | Jarrell                      | 275,80                                                                       | 443,90 | 277                                        | Coutny Road 305 | |
| Bell                                                                            |                              | 277,30                                                                       | 446,30 | 279                                        | Hill Road | |
| Bell                                                                            |                              | 279,20                                                                       | 449,30 | 280                                        | Grainger Road, Hackberry Road – Prairie Dell | |
| Bell                                                                            |                              | 280,90                                                                       | 452,10 | 281                                        | Aire de repos | Indiqué sortie 282A en direction sud                                                                                            |
| Bell                                                                            | Salado                       | 280,20                                                                       | 450,90 | 282                                        | FM 2115 (en) | Indiqué sortie 282B en direction nord                                                                                           |
| Bell                                                                            | Salado                       | 282,80                                                                       | 455,10 | 283                                        | FM 2268 (en) / FM 2843 (en) – Holland, Salado | |
| Bell                                                                            | Salado                       | 283,80                                                                       | 456,70 | 284                                        | Main Street | |
| Bell                                                                            | Salado                       | 285,40                                                                       | 459,30 | 285                                        | Williams Road / Salado Plaza Drive | |
| Bell                                                                            | Salado                       | 286,10                                                                       | 460,40 | 286                                        | FM 2484 (en) | |
| Bell                                                                            | Belton                       | 287,10                                                                       | 462,00 | 287                                        | Amity Road | |
| Bell                                                                            | Belton                       | 288,00                                                                       | 463,50 | 289A                                       | Tahuaya Road | |
| Bell                                                                            | Belton                       | 289,20                                                                       | 465,40 | 289B                                       | Frontage Road | Sortie en direction nord seulement                                                                                              |
| Bell                                                                            | Belton                       | 290,60                                                                       | 467,70 | 290                                        | Shanklin Road | |
| Bell                                                                            | Belton                       | 290,70                                                                       | 467,80 | 292                                        | Loop 121 (en) | |
| Bell                                                                            | Belton                       | 291,80                                                                       | 469,60 | 293A                                       | I-14 ouest / US 190 ouest – Killeen, Fort Hood | Terminus sud du multiplex avec US 190; sortie 301 de l'I-14 est                                                                 |
| Bell                                                                            | Belton                       | 292,90                                                                       | 471,40 | 293B                                       | SH 317 (en) (Main Street) / FM 436 (en) | Sortie direction nord via sortie 293A                                                                                           |
| Bell                                                                            | Belton                       | 293,50                                                                       | 472,30 | 294A                                       | Spur 253 (en) (Central Avenue) | |
| Bell                                                                            | Belton                       | 293,90                                                                       | 473,00 | 294B                                       | FM 93 (en) (6th Avenue) | |
| Bell                                                                            | Temple                       | 296,70                                                                       | 477,50 | 297                                        | FM 817 (en) / Midway Drive / Kegley Road | |
| Bell                                                                            | Temple                       | 297,60                                                                       | 478,90 | 299                                        | Future I-14 est / US 190 est (H. K. Dodgen Loop) vers Loop 363 (en) / SH 36 (en) – Gatesville, Cameron                                                 | Terminus nord du multiplex avec US 290                                                                                          |
| Bell                                                                            | Temple                       | 298,70                                                                       | 480,70 | 300                                        | 49th–57th Streets, Avenue H | |
| Bell                                                                            | Temple                       | 300,40                                                                       | 483,40 | 301                                        | SH 53 (en) est (Central Avenue) | |
| Bell                                                                            | Temple                       | 300,40                                                                       | 483,40 | 301                                        | SH 53 (en) ouest vers FM 817 (en) (Adams Avenue) | Accès à l'aéroport Draughon-Miller Central Texas Regional Airport                                                               |
| Bell                                                                            | Temple                       | 301,10                                                                       | 484,60 | 302                                        | Nugent Avenue | |
| Bell                                                                            | Temple                       | 302,20                                                                       | 486,30 | 303                                        | FM 1143 (en) (Industrial Boulevard) vers Spur 290 (en) (N. 3rd Street)                                                                                 | N. 3rd Street non-indiqué en direction nord                                                                                     |
| Bell                                                                            | Temple                       | 302,90                                                                       | 487,50 | 303B                                       | Frontage Road | |
| Bell                                                                            | Temple                       | 303,50                                                                       | 488,40 | 304                                        | Loop 363 (en) (H. K. Dodgen Loop) | |
| Bell                                                                            | Temple                       | 304,90                                                                       | 490,70 | 305                                        | Berger Road | |
| Bell                                                                            | Troy                         | 306,60                                                                       | 493,40 | 306                                        | FM 1237 (en) (Loves Boulevard) – Pendleton | |
| Bell                                                                            | Troy                         | 308,70                                                                       | 496,80 | 308                                        | FM 935 (en) (Loves Boulevard / Main Street) | |
| Bell                                                                            |                              | 311,00                                                                       | 500,50 | 311                                        | Big Elm Road | |
| Falls                                                                           |                              | 314,30                                                                       | 505,80 | 314                                        | Old Blevins Road | |
| McLennan                                                                        | Bruceville-Eddy              | 315,50                                                                       | 507,70 | 315                                        | SH 7 (en) / FM 107 (en) – Marlin, Moody | |
| McLennan                                                                        | Bruceville-Eddy              | 317,50                                                                       | 511,00 | 318A                                       | Frontage Road | Entrées seulement |
| McLennan                                                                        | Bruceville-Eddy              | 318,10                                                                       | 511,90 | 318B                                       | Bruceville | Sortie direction sud, entrée direction nord                                                                                     |
| McLennan                                                                        |                              | 317,90                                                                       | 511,60 | 319                                        | Woodland Road | Indiqué sortie 318B en direction nord                                                                                           |
| McLennan                                                                        |                              | 319,40                                                                       | 514,00 | 321                                        | Callan Ranch Road | Entrée et sortie direction nord                                                                                                 |
| McLennan                                                                        | Lorena                       | 321,00                                                                       | 516,60 | 322                                        | FM 2837 (en) est (Rosenthal Parkway / Bordon Street)                                                                                                   | |
| McLennan                                                                        | Lorena                       | 322,50                                                                       | 519,00 | 323                                        | FM 2837 (en) ouest (Old Lorena Road / Old Temple Road)                                                                                                 | Pas d'entrée direction sud |
| McLennan                                                                        | Hewitt                       | 324,10                                                                       | 521,60 | 325                                        | FM 1695 (en) (Hewitt Drive) / FM 3148 (en) (Moonlight Drive)                                                                                           | |
| McLennan                                                                        | Robinson                     | 325,70                                                                       | 524,20 | 328                                        | FM 2063 (en) / FM 2113 (en) (Spring Valley Road / Sun Valley Boulevard)                                                                                | |
| McLennan                                                                        | Robinson                     | 328,00                                                                       | 527,90 | 329                                        | Frontage Road | Sortie direction nord |
| McLennan                                                                        | Robinson                     | 330,20                                                                       | 531,40 | 330A                                       | Corporation Boulevard | Sortie direction sud |
| McLennan                                                                        | Robinson                     | 330,10                                                                       | 531,20 | 330B                                       | SH 6 (en) / Loop 340 (en) – Meridian, Robinson, Marlin, Lac Waco                                                                                       | Indiqué sortie 330 en direction nord                                                                                            |
| McLennan                                                                        | Waco                         | 330,90                                                                       | 532,50 | 331                                        | New Road | |
| McLennan                                                                        | Waco                         | 332,60                                                                       | 535,30 | 333A                                       | Loop 396 (en) (Valley Mills Drive) / US 77 Bus. / La Salle Avenue – Beverly Hills                                                                      | |
| McLennan                                                                        | Waco                         | 333,00                                                                       | 535,90 | 333B                                       | 24th–19th streets | Sortie direction nord, entrée direction sud                                                                                     |
| McLennan                                                                        | Waco                         | 333,70                                                                       | 537,00 | 334A                                       | US 77 sud (18th–17th streets) | Terminus sud du multiplex avec US 77; indiqué sortie 334 en direction sud                                                       |
| McLennan                                                                        | Waco                         | 334,60                                                                       | 538,50 | 334B                                       | 8th Street | Sortie direction nord seulement                                                                                                 |
| McLennan                                                                        | Waco                         | 334,80                                                                       | 538,80 | 335A                                       | 5th–4th Streets – Centre-ville de Waco | |
| McLennan                                                                        | Waco                         | 335,00                                                                       | 539,10 | 335B                                       | FM 434 (en) (University Parks Drive) – Université Baylor                                                                                               | |
| McLennan                                                                        | Waco                         | 335,40                                                                       | 539,80 | 335C                                       | Spur 576 (en) (Martin Luther King Jr. Boulevard) / Lake Brazos Parkway – McLane Stadium                                                                | |
| McLennan                                                                        | Waco                         | 336,20                                                                       | 541,10 | 336                                        | Forrest Street | Sortie direction nord, entrée direction sud                                                                                     |
| McLennan                                                                        | Waco                         | 336,60                                                                       | 541,70 | 337A                                       | US 77 Bus. (North Loop Drive) / Elm Avenue | |
| McLennan                                                                        | Waco                         | 337,20                                                                       | 542,70 | 338A                                       | US 84 (Waco Drive) vers SH 31 (en) (Bellmead Drive) – Mexia, Corsicana                                                                                 | |
| McLennan                                                                        | Bellmead                     | 338,10                                                                       | 544,10 | 338B                                       | Behrens Circle | |
| McLennan                                                                        | Bellmead                     | 338,50                                                                       | 544,80 | 339                                        | Loop 340 (en) / FM 3051 (en) (Lake Shore Drive) – Lake Waco                                                                                            | |
| McLennan                                                                        | Lacy-Lakeview                | 339,80                                                                       | 546,90 | 340                                        | Meyers Lane | |
| McLennan                                                                        | Lacy-Lakeview                | 339,90                                                                       | 547,00 | 341                                        | Craven Avenue | |
| McLennan                                                                        | Northcrest                   | 341,00                                                                       | 548,80 | 342A                                       | FM 2417 (en) (Crest Drive) | |
| McLennan                                                                        | Northcrest                   | 341,60                                                                       | 549,80 | 342B                                       | US 77 Bus. sud (New Dallas Highway) | |
| McLennan                                                                        | Elm Mott                     | 342,60                                                                       | 551,40 | 343                                        | FM 308 (en) – Elm Mott | |
| McLennan                                                                        | Elm Mott                     | 344,00                                                                       | 553,60 | 345                                        | Old Dallas Road | |
| McLennan                                                                        | Elm Mott                     | 344,00                                                                       | 553,60 | 345A                                       | Hilltop Lane | Sortie direction sud, entrée direction nord                                                                                     |
| McLennan                                                                        | Ross                         | 345,60                                                                       | 556,20 | 346                                        | Ross Road / Tours Road | |
| McLennan                                                                        | Ross                         | 348,10                                                                       | 560,20 | 349                                        | Wiggins Road | |
| McLennan                                                                        | West                         | 350,40                                                                       | 563,90 | 351                                        | FM 1858 (en) / Tokio Road | |
| McLennan                                                                        | West                         | 352,10                                                                       | 566,70 | 353                                        | FM 2114 (en) (T. M. West Parkway) – West | |
| McLennan                                                                        |                              | 353,10                                                                       | 568,30 | 354                                        | Marable Street | |
| Limite McLennan–Hill                                                            |                              | 354,20                                                                       | 570,00 | 355                                        | County Line Road | |
| Hill                                                                            |                              | 355,60                                                                       | 572,30 | 356                                        | County Road 3102 | |
| Hill                                                                            | Abbott                       | 357,90                                                                       | 576,00 | 358                                        | FM 1242 (en) – Abbott | |
| Hill                                                                            | Abbott                       | 358,90                                                                       | 577,60 | 359                                        | FM 1304 (en) | |
| Hill                                                                            |                              | 360,20                                                                       | 579,70 | 362                                        | County Road 3111 | |
| Hill                                                                            | Hillsboro                    | 363,00                                                                       | 584,20 | 364A                                       | FM 310 (en) – Lake Aquilla | |
| Hill                                                                            | Hillsboro                    | 364,50                                                                       | 586,60 | 364B                                       | SH 81 (en) nord – Hillsboro | Sortie direction nord, entrée direction sud                                                                                     |
| Hill                                                                            | Hillsboro                    | 364,70                                                                       | 586,90 | 364B                                       | County Road 3102 | Sortie direction sud, entrée direction nord                                                                                     |
| Hill                                                                            | Hillsboro                    | 367,00                                                                       | 590,60 | 367                                        | FM 3267 (en) (Old Bynum Road) | Sortie direction nord, entrée direction sud                                                                                     |
| Hill                                                                            | Hillsboro                    | 367,70                                                                       | 591,80 | 368A                                       | SH 22 (en) / SH 171 (en) – Whitney, Meridian, Corsicana                                                                                                | Pas d'entrée direction sud |
| Hill                                                                            | Hillsboro                    | 368,60                                                                       | 593,20 | 368B                                       | FM 286 (en) (Old Brandon Road) | |
| Hill                                                                            | Hillsboro                    | 370,10                                                                       | 595,60 | 370                                        | US 77 nord / Spur 579 (en) – Hillsboro | Pas de sortie direction sud; terminus nord du multiplex avec US 77                                                              |
| Hill                                                                            |                              | 371,10                                                                       | 597,20 | 370B                                       | I-35W nord / I-35E nord – Fort Worth, Dallas | I-35 nord se divise en I-35E et I-35W                                                                                           |
| Voir I-35W et / I-35E                                                           |                              |                                                                              |        |                                            | | |
| Denton                                                                          | Denton                       | 467,80                                                                       | 752,90 | 467                                        | I-35E sud / I-35W sud –Dallas, Fort Worth, | I-35 sud se divise en I-35E et I-35W                                                                                            |
| Denton                                                                          | Denton                       | 468,30                                                                       | 753,70 | 468                                        | FM 1515 (en) (Airport Road) / West Oak Street | Sortie direction sud, entrée direction nord                                                                                     |
| Denton                                                                          | Denton                       | 468,80                                                                       | 754,50 | 469                                        | US 380 est (University Drive) – McKinney, Decatur | |
| Denton                                                                          | Denton                       | 469,90                                                                       | 756,20 | 470                                        | Loop 288 (en) | Sortie direction sud via sortie 471                                                                                             |
| Denton                                                                          | Denton                       | 471,00                                                                       | 758,00 | 471                                        | US 77 sud / FM 1173 (en) – Denton, Krum | Terminus sud du multiplex avec US 77                                                                                            |
| Denton                                                                          | Denton                       | 472,40                                                                       | 760,30 | 472                                        | Ganzer Road | |
| Denton                                                                          | Denton                       | 473,50                                                                       | 762,00 | 473                                        | FM 3163 (en) (Milam Road) | |
| Denton                                                                          | Denton                       | 473,90                                                                       | 762,70 | 474                                        | Cowling Road | Sortie direction nord, entrée direction sud                                                                                     |
| Denton                                                                          | Denton                       | 475,00                                                                       | 764,40 | 475A                                       | FM 156 (en) – Krum | Sortie direction sud, entrée direction nord                                                                                     |
| Denton                                                                          | Denton                       | 475,20                                                                       | 764,80 | 475B                                       | Rector Road | |
| Denton                                                                          | Sanger                       | 477,00                                                                       | 767,70 | 477                                        | I-35 BL nord / Keaton Road | |
| Denton                                                                          | Sanger                       | 478,00                                                                       | 769,30 | 478                                        | FM 455 (en) – Pilot Point, Bolivar | |
| Denton                                                                          | Sanger                       | 478,80                                                                       | 770,60 | 479                                        | Belz Road | |
| Denton                                                                          | Sanger                       | 480,10                                                                       | 772,60 | 480                                        | Lois Road | |
| Denton                                                                          | Sanger                       | 481,00                                                                       | 774,10 | 481                                        | View Road | |
| Denton                                                                          | Sanger                       | 481,70                                                                       | 775,20 | 482                                        | Chisam Road | |
| Cooke                                                                           | Valley View                  | 483,20                                                                       | 777,60 | 483                                        | FM 3002 (en) (Lone Oak Road) | |
| Cooke                                                                           | Valley View                  | 485,70                                                                       | 781,70 | 485                                        | Frontage Road | Sortie direction sud, entrée direction nord                                                                                     |
| Cooke                                                                           | Valley View                  | 486,10                                                                       | 782,30 | 486                                        | FM 1307 (en) / Frontage Road | |
| Cooke                                                                           | Valley View                  | 486,70                                                                       | 783,30 | 487                                        | FM 922 (en) – Valley View | Pas d'entrée direction sud |
| Cooke                                                                           | Valley View                  | 488,70                                                                       | 786,50 | 488                                        | FM 1307 (en) / Hockley Creek Road | Indiqué sortie 489 en direction sud                                                                                             |
| Cooke                                                                           | Valley View                  | 490,60                                                                       | 789,50 | 491                                        | Spring Creek Road | |
| Cooke                                                                           | Gainesville                  | 493,80                                                                       | 794,70 | 494                                        | FM 1306 (en) | |
| Cooke                                                                           | Gainesville                  | 495,70                                                                       | 797,80 | 495                                        | Frontage Road | Sortie direction sud, entrée direction nord                                                                                     |
| Cooke                                                                           | Gainesville                  | 496,00                                                                       | 798,20 | 496A                                       | Weaver Street | Sortie direction nord seulement                                                                                                 |
| Cooke                                                                           | Gainesville                  | 496,60                                                                       | 799,20 | 497                                        | FM 51 (en) (California Street) | |
| Cooke                                                                           | Gainesville                  | 497,70                                                                       | 801,00 | 498A                                       | US 82 – Sherman, Wichita Falls | |
| Cooke                                                                           | Gainesville                  | 498,90                                                                       | 802,90 | 498B                                       | Poste d'inspection d'agriculture | Sortie et entrée direction sud                                                                                                  |
| Cooke                                                                           | Gainesville                  | 498,10                                                                       | 801,60 | 499                                        | Frontage Road | Sortie et entrée direction nord                                                                                                 |
| Cooke                                                                           | Gainesville                  | 499,40                                                                       | 803,70 | 500                                        | FM 372 (en) – Gainesville | |
| Cooke                                                                           | Gainesville                  | 500,80                                                                       | 806,00 | 501                                        | FM 1202 (en) / Prime Outlets Boulevard / Liberty Way                                                                                                   | |
| Cooke                                                                           | Gainesville                  | 502,10                                                                       | 807,10 | 502                                        | Centre d'information du Texas, aire de repos | Sortie et entrée direction sud                                                                                                  |
| Cooke                                                                           |                              | 503,10                                                                       | 809,70 | 503                                        | Frontage Road | Pas de sortie en direction sud                                                                                                  |
| Cooke                                                                           |                              | 503,90                                                                       | 810,90 | 504                                        | Frontage Road | Sorties seulement |
| Rivière Rouge                                                                   | Rivière Rouge                | 503,90                                                                       | 810,90 |                                            | I-35 nord / US 77 nord – Oklahoma City | Continue en Oklahoma |
| - Terminus de multiplex - Péage - Accès incomplet - Transition de route - Fermé |                              |                                                                              |        |                                            | | |

### Oklahoma
| Interstate 35                                     |               |        |        |        |                                                            | |
| Comté                                             | Municipalité  | mi     | km     | Sortie | Intersections / Destinations                               | Notes |
| Rivière Rouge                                     | Rivière Rouge | 0,00   | 0,00   |        | I-35 sud / US 77 sud – Fort Worth, Dallas                  | Continue au Texas |
| Love                                              | Thackerville  | 1,11   | 1,79   | 1      | US 77 nord                                                 | Terminus nord du multiplex avec US 77 |
| Love                                              | Thackerville  | 3,21   | 5,17   | 3      | Winstar Boulevard                                          | |
| Love                                              | Thackerville  | 5,23   | 8,42   | 5      | SH-153 (en) – Thackerville                                 | |
| Love                                              | Marietta      | 15,30  | 24,62  | 15     | SH-32 (en) – Marietta, Ryan                                | |
| Love                                              |               | 21,41  | 34,46  | 21     | Oswalt Road                                                | |
| Limite Love–Carter                                | Overbrook     | 24,45  | 39,35  | 24     | SH-77S (en) (western spur) – Lake Murray State Park        | |
| Carter                                            | Ardmore       | 29,20  | 46,99  | 29     | US 70 est – Madill, Ardmore                                | Terminus sud du multiplex avec US 70 |
| Carter                                            | Ardmore       | 31,67  | 50,97  | 31     | US 70 ouest – Ardmore, Waurika, Lone Grove                 | Terminus nord du multiplex avec US 70; indiqué sortie 31A (est) et 31B (ouest)                                                           |
| Carter                                            | Ardmore       | 32,71  | 52,64  | 32     | 12th Street                                                | |
| Carter                                            | Ardmore       | 33,72  | 54,27  | 33     | SH-142 (en) – Ardmore                                      | |
| Carter                                            | Springer      | 40,80  | 65,66  | 40     | SH-53 (en) est – Springer, Gene Autry                      | Terminus sud du multiplex avec SH 53 |
| Carter                                            | Springer      | 42,85  | 68,96  | 42     | SH-53 (en) ouest – Comanche                                | Terminus nord du multiplex avec SH 53 |
| Murray                                            | Davis         | 47,56  | 76,54  | 47     | US 77 – Turner Falls                                       | |
| Murray                                            | Davis         | 51,32  | 82,59  | 51     | US 77 – Turner Falls                                       | |
| Murray                                            | Davis         | 55,83  | 89,85  | 55     | SH-7 (en) – Davis, Duncan, Sulphur                         | |
| Garvin                                            |               | 60,61  | 97,54  | 60     | Ruppe Road                                                 | |
| Garvin                                            | Wynnewood     | 64,27  | 103,43 | 64     | SH-17A (en) est – Wynnewood                                | |
| Garvin                                            | Wynnewood     | 66,29  | 106,68 | 66     | SH-29 (en) – Wynnewood, Elmore City                        | |
| Garvin                                            |               | 70,36  | 113,23 | 70     | Airline Road                                               | |
| Garvin                                            | Pauls Valley  | 72,90  | 117,32 | 72     | SH-19 (en) – Pauls Valley, Maysville                       | |
| Garvin                                            |               | 74,75  | 120,30 | 74     | Kimberlin Road                                             | |
| Garvin                                            | Paoli         | 79,55  | 128,02 | 79     | SH-145 (en) est – Paoli                                    | |
| McClain                                           | Wayne         | 86,17  | 138,68 | 86     | SH-59 (en) – Wayne, Payne                                  | |
| McClain                                           | Purcell       | 91,10  | 146,61 | 91     | SH-74 (en) vers SH-29 (en) – Purcell, Lexington            | Dessert la station de Purcell de l'Amtrak                                                                                                |
| McClain                                           | Purcell       | 95,37  | 153,38 | 95     | Green Avenue vers US 77 – Purcell, Lexington               | Pas d'entrée en direction sud; indiqué seulement Purcell en direction nord                                                               |
| McClain                                           | Washington    | 98,36  | 158,30 | 98     | Johnson Road                                               | |
| McClain                                           | Goldsby       | 101,64 | 163,57 | 101    | Ladd Road                                                  | |
| McClain                                           | Goldsby       | 104,78 | 168,63 | 104    | SH-74 (en) sud – Goldsby, Washington                       | |
| McClain                                           | Goldsby       | 107,04 | 172,26 | 106    | SH-9 (en) ouest – Chickasha                                | Terminus sud du multiplex avec SH 7 |
| Cleveland                                         | Norman        | 108,39 | 174,44 | 108A   | SH-9 (en) est – Tecumseh                                   | Terminus nord du multiplex avec SH 7 |
| Cleveland                                         | Norman        | 108,82 | 175,13 | 108B   | Lindsey Street                                             | |
| Cleveland                                         | Norman        | 109,86 | 176,80 | 109    | Main Street                                                | |
| Cleveland                                         | Norman        | 110,88 | 178,44 | 110    | Robinson Street / Interstsate Drive                        | Indiqué sortie 110A (Interstate Drive) 110B (Robinson Street) direction sud                                                              |
| Cleveland                                         | Norman        | 112,87 | 181,65 | 112    | Tecumseh Road                                              | |
| Cleveland                                         | Norman        | 114,21 | 183,80 | 113    | US 77 sud – Norman                                         | Sortie direction sud, entrée direction nord; terminus sud du multiplex avec US 77                                                        |
| Cleveland                                         | Norman        | 114,92 | 184,95 | 114    | Indian Hills Road                                          | |
| Cleveland                                         | Moore         | 116,94 | 188,20 | 116    | S. 19th Street                                             | |
| Cleveland                                         | Moore         | 117,89 | 189,73 | 117    | SH-37 (en) (S. 4th Street) / Main Street / N. 5th Street   | Indiqué seulement SH-37 en direction sud                                                                                                 |
| Cleveland                                         | Moore         | 118,95 | 191,43 | 118    | N. 12th Street / Main Street / N. 5th Street               | Indiqué seulement N. 12th Street en direction nord                                                                                       |
| Cleveland                                         | Moore         | 119,56 | 192,41 | 119A   | Shields Boulevard                                          | Sortie direction nord, entrée direction sud                                                                                              |
| Cleveland                                         | Moore         | 119,96 | 193,06 | 119B   | N. 27th Street                                             | |
| Cleveland                                         | Oklahoma City | 120,93 | 194,62 | 120    | SE 89th Street                                             | |
| Oklahoma                                          | Oklahoma City | 121,42 | 195,41 | 121A   | SE 82nd Street                                             | Sortie direction sud, entrée direction nord                                                                                              |
| Oklahoma                                          | Oklahoma City | 121,92 | 196,21 | 121B   | I-240 / US 62 ouest / SH-3 (en) – Lawton, Fort Smith       | Sortie 4A-B de l'I-240; terminus sud du multiplex avec US 62                                                                             |
| Oklahoma                                          | Oklahoma City | 122,42 | 197,02 | 122A   | SE 66th Street                                             | Pas d'entrée en direction nord |
| Oklahoma                                          | Oklahoma City | 122,94 | 197,85 | 122B   | SE 59th Street                                             | |
| Oklahoma                                          | Oklahoma City | 123,49 | 198,74 | 123A   | SE 51st Street                                             | Pas d'entrée en direction nord |
| Oklahoma                                          | Oklahoma City | 123,99 | 199,54 | 123B   | SE 44th Street                                             | Pas d'entrée en direction sud |
| Oklahoma                                          | Oklahoma City | 124,51 | 200,38 | 124A   | Grand Boulevard                                            | |
| Oklahoma                                          | Oklahoma City | 125,01 | 201,18 | 124B   | SE 29th Street / SE 25th Street                            | Indiqué sortie 125A en direction sud |
| Oklahoma                                          | Oklahoma City | 126,03 | 202,83 | 125B   | SE 15th Street                                             | Indiqué sortie 125D en direction sud |
| Oklahoma                                          | Oklahoma City | 126,93 | 204,27 | —      | I-235 nord / US 77 nord – Capitole d'État, Edmond          | Terminus nord du multiplex avec US 77; terminus sud de l'I-235                                                                           |
| Oklahoma                                          | Oklahoma City | 126,93 | 204,27 | —      | I-40 / US 270 ouest – Amarillo                             | Terminus sud du multiplex avec I-40 / US 270; sortie direction sud, entrée direction nord; accès direction nord via sortie 1B de l'I-235 |
| Oklahoma                                          | Oklahoma City | 126,93 | 204,27 | 126    | I-235 / US 77 nord – Capitole d'État, Edmond               | Sortie direction sud seulement; sortie 1A de l'I-235                                                                                     |
| Oklahoma                                          | Oklahoma City | 127,77 | 205,63 | 127    | Eastern Avenue, Martin Luther King Avenue                  | Sortie en direction sud via sortie 128                                                                                                   |
| Oklahoma                                          | Oklahoma City | 128,38 | 206,61 | 128    | I-40 est / US 270 est – Fort Smith                         | Terminus nord du multiplex avec I-40 / US 270                                                                                            |
| Oklahoma                                          | Oklahoma City | 129,19 | 207,91 | 129    | NE 10th Street                                             | |
| Oklahoma                                          | Oklahoma City | 130,19 | 209,52 | 130    | US 62 est (NE 23rd Street)                                 | Terminus nord du multiplex avec US 62 |
| Oklahoma                                          | Oklahoma City | 131,24 | 211,21 | 131    | NE 36th Street                                             | |
| Oklahoma                                          | Oklahoma City | 132,25 | 212,84 | 132A   | NE 50th Street                                             | |
| Oklahoma                                          | Oklahoma City | 133,26 | 214,46 | 132B   | NE 63rd Street                                             | Sortie direction nord, entrée direction sud                                                                                              |
| Oklahoma                                          | Oklahoma City | 133,49 | 214,83 | 133    | I-44 ouest – Lawton, Wichita Falls                         | Terminus sud du multiplex avec I-44 / SH-66                                                                                              |
| Oklahoma                                          | Oklahoma City | 134,30 | 216,13 | 134    | Wilshire Boulevard                                         | |
| Oklahoma                                          | Oklahoma City | 135,33 | 217,79 | 135    | Britton Road                                               | |
| Oklahoma                                          | Oklahoma City | 136,47 | 219,63 | 136    | Hefner Road                                                | |
| Oklahoma                                          | Oklahoma City | 137,60 | 221,45 | 137    | NE 122nd Street                                            | |
| Oklahoma                                          | Oklahoma City | 138,05 | 222,17 | 138A   | I-44 est / Turner Turnpike est – Tulsa                     | Terminus nord du multiplex avec I-44 |
| Oklahoma                                          | Oklahoma City | 138,05 | 222,17 | 138B   | Kilpatrick Turnpike ouest                                  | |
| Oklahoma                                          | Oklahoma City | 138,43 | 222,78 | 138C   | Sooner Road                                                | Sortie direction sud, entrée direction nord                                                                                              |
| Oklahoma                                          | Edmond        | 138,70 | 223,22 | 138D   | Memorial Road                                              | |
| Oklahoma                                          | Edmond        | 139,70 | 224,83 | 139    | SE 33rd Street                                             | |
| Oklahoma                                          | Edmond        | 140,70 | 226,43 | 140    | SE 15th Street                                             | |
| Oklahoma                                          | Edmond        | 141,67 | 228,00 | 141    | US 77 sud / SH-66 (en) est (2nd Street) – Edmond, Tulsa    | Terminus nord du multiplex avec SH-66; terminus sud du multiplex avec US 77                                                              |
| Oklahoma                                          | Edmond        | 142,73 | 229,70 | 142    | Danforth Road                                              | Sortie direction nord, entrée direction sud                                                                                              |
| Oklahoma                                          |               | 143,77 | 231,38 | 143    | Covell Road                                                | |
| Oklahoma                                          |               | 146,76 | 236,19 | 146    | Waterloo Road                                              | |
| Logan                                             |               | 151,80 | 244,30 | 151    | Seward Road                                                | |
| Logan                                             | Guthrie       | 153,30 | 246,71 | 153    | US 77 nord – Guthrie                                       | Terminus nord du multiplex avec US 77 |
| Logan                                             | Guthrie       | 157,75 | 253,87 | 157    | SH-33 (en) – Guthrie, Perkins, Cushing                     | |
| Payne                                             |               | 170,68 | 274,68 | 170    | Mulhall Road                                               | |
| Payne                                             |               | 174,68 | 281,12 | 174    | SH-51 (en) – Stillwater, Hennessey                         | |
| Noble                                             |               | 180,87 | 291,08 | 180    | Orlando Road                                               | |
| Noble                                             | Perry         | 185,91 | 299,19 | 185    | US 77 – Perry, Covington                                   | |
| Noble                                             | Perry         | 186,92 | 300,82 | 186    | US 64 (Fir Street) – Perry                                 | Terminus sud du multiplex avec US 64 |
| Noble                                             |               | 193,94 | 312,12 | 193    | Airport Road                                               | Sortie direction nord, entrée direction sud                                                                                              |
| Noble                                             |               | 194,56 | 313,11 | 194    | US 64 ouest / US 412 / Cimarron Turnpike est – Tulsa, Enid | Terminus nord du multiplex avec US 64; indiqué sortie 194A (est) et 194B (ouest); sortie 1A-B de US 412                                  |
| Noble                                             |               | 204,06 | 328,40 | 203    | SH-15 (en) – Billings, Marland                             | |
| Kay                                               | Tonkawa       | 212,09 | 341,33 | 211    | Fountain Road                                              | |
| Kay                                               | Tonkawa       | 215,10 | 346,17 | 214    | US 60 – Tonkawa, Ponca City                                | |
| Kay                                               |               | 219,11 | 352,62 | 218    | Hubbard Road                                               | |
| Kay                                               | Blackwell     | 223,12 | 359,08 | 222    | SH-11 (en) – Blackwell, Medford                            | |
| Kay                                               | Braman        | 231,19 | 372,06 | 230    | Braman Road                                                | |
| Kay                                               |               | 232,18 | 373,66 | 231    | US 177 – Braman                                            | |
| Kay                                               |               | 236,19 | 380,11 |        | I-35 nord / Kansas Turnpike nord – Wichita                 | Continue au Kansas |
| - Terminus de multiplex - Péage - Accès incomplet |               |        |        |        |                                                            | |

### Kansas
| Interstate 35                                     |                                     |                     |                     |                                                             |                                                              | |
| Comté                                             | Municipalité                        | mi                  | km                  | Sortie                                                      | Intersections / Destinations                                 | Notes |
| Sumner                                            | Guelph Township                     | 0,00                | 0,00                |                                                             | I-35 sud / Kansas Turnpike nord – Oklahoma City              | Continue en Oklahoma; terminus sud du Kansas Turnpike |
| Sumner                                            | Guelph Township                     | 4,06                | 6,53                | 4                                                           | US 166 vers US 81 – Arkansas City, South Haven               | Dernière sortie gratuite en direction nord |
| Sumner                                            | Avon Township                       | 5,00                | 8,00                | Poste de péage sud; terminus sud de la route à péage        | Poste de péage sud; terminus sud de la route à péage         | Poste de péage sud; terminus sud de la route à péage |
| Sumner                                            | Avon Township                       | 19,20               | 30,90               | 19                                                          | US 160 – Winfield, Wellington                                | |
| Sumner                                            | Harmon Township                     | 25,83               | 41,57               | Aire de service de Belle Plaine                             | Aire de service de Belle Plaine                              | Aire de service de Belle Plaine |
| Limite Sumner–Sedgwick                            | Limite townships Belle Plaine–Salem | 33,42               | 53,78               | 33                                                          | K-53 (en) vers US 81 – Mulvane                               | |
| Sedgwick                                          | Salem Township                      | 39,14               | 62,99               | 39                                                          | S. Mead Drive vers US 81 – Haysville, Derby                  | |
| Sedgwick                                          | Wichita                             | 42,10               | 67,75               | 42                                                          | I-135 vers I-235 / US 81 – South Wichita                     | |
| Sedgwick                                          | Wichita                             | 44,54               | 71,68               | 45                                                          | K-15 (en) – Wichita                                          | |
| Sedgwick                                          | Wichita                             | 49,66               | 79,92               | 50                                                          | Vers US 54 / US 400 (Kellogg Avenue) – Wichita               | |
| Sedgwick                                          | Wichita                             | 51,40               | 82,70               |                                                             | 127th Street East                                            | Entrée direction sud seulement |
| Sedgwick                                          | Wichita                             | 52,00               | 84,00               | 53A                                                         | US 54 / US 400 ouest (Kellogg Avenue)                        | Pas de sortie direction nord |
| Sedgwick                                          | Wichita                             | 52,67               | 84,76               | 53B                                                         | K-96 (en) vers US 54 / US 400 est                            | Indiqué sortie 53 en direction nord |
| Butler                                            | Bruno Township                      | 57,07               | 91,85               | 57                                                          | Andover                                                      | |
| Butler                                            | Towanda Township                    | 64,90               | 104,45              | Aire de service de Towanda                                  | Aire de service de Towanda                                   | Aire de service de Towanda |
| Butler                                            | El Dorado                           | 70,63               | 113,67              | 71                                                          | K-254 (en) vers K-196 (en) – El Dorado                       | |
| Butler                                            | El Dorado                           | 75,69               | 121,81              | 76                                                          | US 77 / Nick Badwey Plaza – El Dorado                        | |
| Butler                                            | Cassoday                            | 92,73               | 149,23              | 92                                                          | K-177 – Cassoday                                             | |
| Chase                                             | Matfield Township                   | 97,00               | 156,11              | Aire de service de Matfield Green                           | Aire de service de Matfield Green                            | Aire de service de Matfield Green |
| Lyon                                              | Emporia                             | 126,92              | 204,26              | —                                                           | I-335 Toll nord / Kansas Turnpike nord – Topeka, Kansas City | Terminus nord du multiplex avec Kansas Turnpike; sortie 127 de l'I-335 |
| Lyon                                              | Emporia                             | 127,00              | 204,34              | Poste de péage d'Emporia; terminus nord de la route à péage | Poste de péage d'Emporia; terminus nord de la route à péage  | Poste de péage d'Emporia; terminus nord de la route à péage |
| Lyon                                              | Emporia                             | 127,36              | 204,97              | 127                                                         | I-35 nord vers US 50 – Emporia, Kansas City                  | Sortie direction nord, entrée direction sud |
| Lyon                                              | Emporia                             | 127,36              | 204,97              | 127A                                                        | US 50 – Emporia, Newton                                      | Dernière sortie gratuite direction sud |
| Lyon                                              | Emporia                             | 128,18              | 206,29              | 128                                                         | Industrial Road                                              | |
| Lyon                                              | Emporia                             | 130,26              | 209,63              | 130                                                         | K-99 (en) (Merchant Street)                                  | |
| Lyon                                              | Emporia                             | 131,57              | 211,74              | 131                                                         | Burlingame Road                                              | |
| Lyon                                              | Emporia                             | 132,86              | 213,82              | 133v                                                        | US 50 ouest (6th Avenue)                                     | Terminus sud du multiplex avec US 50 |
| Lyon                                              | Jackson Township                    | 135,21              | 217,60              | 135                                                         | County Road R1                                               | |
| Lyon                                              | Jackson Township                    | 138,08              | 222,22              | 138                                                         | County Road U                                                | |
| Lyon                                              | Jackson Township                    | 141,09              | 227,06              | 141                                                         | K-130 (en) – Neosho Rapids, Hartford                         | |
| Coffey                                            | Lebo                                | 148,31              | 238,68              | 148                                                         | K-131 (en) – Lebo                                            | |
| Coffey                                            | Key West Township                   | 155,34              | 250,00              | 155                                                         | US 75 – Lyndon, Burlington                                   | |
| Osage                                             | Melvern                             | 160,49              | 258,28              | 160                                                         | K-31 (en) nord – Melvern                                     | Terminus sud du multiplex avec K-31 |
| Osage                                             | Melvern                             | 162,53              | 261,57              | 162                                                         | K-31 (en) nord – Waverly                                     | Terminus nord du multiplex avec K-31 |
| Franklin                                          | Williamsburg                        | 170,07              | 263,70              | 170                                                         | Williamsburg, Pomona                                         | |
| Franklin                                          | Homewood Township                   | 176,22              | 283,60              | 176                                                         | Homewood                                                     | |
| Franklin                                          | Ottawa                              | 181,89              | 292,72              | 182                                                         | Eisenhower Road                                              | |
| Franklin                                          | Ottawa                              | 182,94              | 294,41              | 183                                                         | US 59 sud – Garnett                                          | Terminus sud du multiplex avec US 59 |
| Franklin                                          | Harrison Township                   | 185,27              | 298,16              | 185                                                         | 15th Street                                                  | |
| Franklin                                          | Ottawa                              | 187,28              | 301,40              | 187                                                         | K-68 (en) – Ottawa, Louisburg                                | |
| Franklin                                          | Ottawa                              | 188,52              | 303,39              | 188                                                         | US 59 nord – Lawrence                                        | Terminus nord du multiplex avec US 59 |
| Franklin                                          | Franklin Township                   | 192,79              | 310,27              | 193                                                         | Tennessee Road                                               | |
| Franklin                                          | Wellsville                          | 197,77              | 318,28              | 198                                                         | K-33 (en) – Wellsville                                       | |
| Miami                                             | Pas d'intersections                 | Pas d'intersections | Pas d'intersections | Pas d'intersections                                         | Pas d'intersections                                          | Pas d'intersections |
| Johnson                                           | Edgerton                            | 202,77              | 326,33              | 202                                                         | Sunflower Road – Edgerton                                    | |
| Johnson                                           | Gardner Township                    | 204,96              | 329,85              | 205                                                         | Homestead Lane                                               | |
| Johnson                                           | Gardner                             | 207,47              | 333,89              | 207                                                         | Gardner Road                                                 | |
| Johnson                                           | Gardner                             | 210,60              | 338,93              | 210                                                         | US 56 ouest – Gardner                                        | Terminus sud du multiplex avec US 56 |
| Johnson                                           | Olathe                              | 213,83              | 344,13              | 214                                                         | Lone Elm Road / 159th Street                                 | |
| Johnson                                           | Olathe                              | 215,35              | 346,57              | 215                                                         | US 169 sud /K-7 (en) – Paola                                 | Terminus sud du multiplex avec US 169 |
| Johnson                                           | Olathe                              | 216,61              | 348,60              | 217                                                         | Old Highway 56                                               | Sortie direction sud, entrée direction nord |
| Johnson                                           | Olathe                              | 217,81              | 350,53              | 218                                                         | Santa Fe Street                                              | |
| Johnson                                           | Olathe                              | 220,14              | 354,28              | 220                                                         | 119th Street                                                 | |
| Johnson                                           | Lenexa                              | 222,34              | 357,82              | 222A                                                        | I-435 est / US 50 est                                        | Terminus nord du multiplex avec US 50; sortie 83 de l'I-435 |
| Johnson                                           | Lenexa                              | 222,34              | 357,82              | 222B                                                        | I-435 ouest vers K-10 (en) – Lawrence, Topeka                | Sortie 83 de l'I-435 |
| Johnson                                           | Lenexa                              | 223,80              | 360,17              | 224                                                         | 95th Street                                                  | |
| Johnson                                           | Limite Lenexa–Overland Park         | 225,05              | 362,18              | 225A                                                        | 87th Street Parkway                                          | |
| Johnson                                           | Limite Overland Park–Lenexa         | 225,05              | 362,18              | 225C                                                        | 75th Street                                                  | Sortie direction nord seulement |
| Johnson                                           | Lenexa                              | 225,54              | 362,97              | 225B                                                        | US 69 sud (Overland Parkway)                                 | Terminus sud du multiplex avec US 69; sortie direction sud, entrée direction nord                                                                                             |
| Johnson                                           | Limite Overland Park–Merriam        | 226,93              | 365,21              | 227                                                         | 75th Street                                                  | Pas de sortie direction nord |
| Johnson                                           | Merriam                             | 227,97              | 366,88              | 228A                                                        | 67th Street                                                  | |
| Johnson                                           | Merriam                             | 228,49              | 367,72              | 228B                                                        | US 56 est / US 69 / US 169 nord (Shawnee Mission Parkway)    | Terminus nord des multiplex avec US 56 / US 69 / US 169 |
| Johnson                                           | Merriam                             | 228,99              | 368,52              | 229                                                         | Johnson Drive                                                | |
| Johnson                                           | Limite Merriam–Overland Park        | 229,90              | 369,99              | 230                                                         | Antioch Road                                                 | |
| Johnson                                           | Overland Park                       | 230,74              | 371,34              | 231                                                         | I-635 nord                                                   | Sortie direction nord, entrée direction sud; sortie 1A de l'I-635; terminus sud de l'I-635                                                                                    |
| Johnson                                           | Overland Park                       | 230,74              | 371,34              | 231A‑B                                                      | I-635 nord US 69 sud (Metcalf Avenue)                        | Indiqué sortie 231A (I-635) et 231B (US 69); terminus sud du multiplex avec US 69; sortie direction sud, entrée direction nord; sortie 1A de l'I‑635; terminus sud de l'I-635 |
| Johnson                                           | Mission                             | 231,70              | 372,89              | 232A                                                        | Lamar Avenue                                                 | |
| Wyandotte                                         | Kansas City                         | 232,27              | 373,80              | 232B                                                        | US 69 (18th Street Expressway) / Roe Avenue                  | Terminus nord du multiplex avec US 69 |
| Wyandotte                                         | Kansas City                         | 233,46              | 375,72              | 233                                                         | Southwest Boulevard / Mission Road                           | Sortie en direction sud a une rampe additionnelle vers 37th Avenue |
| Wyandotte                                         | Kansas City                         | 234,56              | 377,49              | 234                                                         | US 169 (7th Street Trafficway / Rainbow Boulevard)           | |
| Limite Kansas–Missouri                            | Limite Kansas–Missouri              | 235,25              | 378,60              | 235                                                         | Cambridge Circle                                             | |
| Limite Kansas–Missouri                            | Limite Kansas–Missouri              | 235,30              | 378,68              |                                                             | I-35 nord – Kansas City                                      | Continue au Missouri |
| - Terminus de multiplex - Péage - Accès incomplet |                                     |                     |                     |                                                             |                                                              | |

### Missouri
| Interstate 35                             |                        |                     |                     |                     | | |
| Comté                                     | Municipalité           | mi                  | km                  | Sortie              | Intersections / Destinations                                                                                                | Notes |
| Limite Missouri–Kansas                    | Limite Missouri–Kansas | 0,00                | 0,00                |                     | I-35 sud – Wichita | Continue au Kansas |
| Limite Missouri–Kansas                    | Limite Missouri–Kansas | 0,00                | 0,00                | 235                 | Cambridge Circle | Sortie direction sud et entrée direction nord se prolongent au Missouri; numéro de sortie en fonction du Kansas                                               |
| Jackson                                   | Kansas City            | 0,80                | 1,28                | 1A                  | Southwest Trafficway | Sortie direction sud, entrée direction nord |
| Jackson                                   | Kansas City            | 1,04                | 1,67                | 1B                  | 27th Street / Broadway Boulevard                                                                                            | Sortie direction sud, entrée direction nord |
| Jackson                                   | Kansas City            | 1,34                | 2,16                | 1C                  | W. Pennway / Southwest Boulevard vers 22nd Street                                                                           | Sortie direction nord, entrée direction sud |
| Jackson                                   | Kansas City            | 1,34                | 2,16                | 1D                  | 20th Street vers 22nd Street via Grand Boulevard ou McGee Street                                                            | Sortie direction sud seulement |
| Jackson                                   | Kansas City            | 1,86                | 2,99                | 2U                  | Broadway Boulevard | Sortie direction nord, entrée direction sud |
| Jackson                                   | Kansas City            | 2,03                | 3,26                | 2U                  | I-70 est vers I-435 sud – Saint-Louis, Joplin                                                                               | Sortie 2T de l'I-670 |
| Jackson                                   | Kansas City            | 2,05                | 3,30                | 2U                  | I-670 ouest vers I-70 ouest – Topeka                                                                                        | Sortie direction nord, entrée direction sud; sortie 2T de l'I-670                                                                                             |
| Jackson                                   | Kansas City            | 2,08                | 3,35                | 2V                  | 14th Street – Centre-ville de Kansas City                                                                                   | Sortie direction nord, entrée direction sud |
| Jackson                                   | Kansas City            | 2,23                | 3,59                | 2W                  | 12th Street | |
| Jackson                                   | Kansas City            | 2,87                | 4,61                | 2X                  | I-70 / US 24 ouest (US 40 ouest) / US 169 sud                                                                               | |
| Jackson                                   | Kansas City            | 2,87                | 4,61                | 2Y                  | US 169 nord (Broadway Boulevard)                                                                                            | Sortie direction nord, entrée direction sud |
| Jackson                                   | Kansas City            | 2,87                | 4,61                | —                   | I-70 / US 24 ouest (US 40 ouest) / US 169                                                                                   | Terminus sud du multiplex avec I-70 / US 24 / US 40; sortie direction sud, entrée direction nord; sortie 2A de l'I-70                                         |
| Jackson                                   | Kansas City            | 2,87                | 4,61                | 2C                  | US 169 nord (Broadway Boulevard)                                                                                            | Sortie direction sud, entrée direction nord |
| Jackson                                   | Kansas City            | 3,21                | 5,17                | 2D                  | Main Street / Delaware Street / Wyandotte Street                                                                            | Indiqué "Main Street" seulement en direction nord |
| Jackson                                   | Kansas City            | 3,58                | 5,77                | 2E                  | Route 9 (en) nord / Page Street vers Oak Street – North Kansas City                                                         | Pas de sortie en direction sud |
| Jackson                                   | Kansas City            | 3,48                | 5,59                | 2F                  | Oak Street / Grand Avenue / Walnut Street                                                                                   | Accès direction nord via sortie 2E; pas d'entrée direction nord; pas d'accès à cette sortie depuis l'I-70 ouest                                               |
| Jackson                                   | Kansas City            | 3,91                | 6,30                | —                   | Début de l'I-29 / I-70 / US 24 / US 40 est / US 71 sud – Saint-Louis, Joplin                                                | Sortie direction nord, entrée direction sud; terminus nord du multiplex avec I‑70 / US 24 / US 40; terminus sud du multiplex avec I-29; sortie 2G-H de l'I‑70 |
| Jackson                                   | Kansas City            | 3,91                | 6,30                | 2H                  | Admiral Boulevard Route 9 (en) nord – North Kansas City US 24 Bus. (Independance Avenue)                                    | Sortie direction nord, entrée direction sud |
| Jackson                                   | Kansas City            | 3,91                | 6,30                | 3                   | US 24 / US 40 est / US 71 sud – Saint-Louis, Springfield I-70 est vers I-435 sud – Saint-Louis, Joplin 11th Street Downtown | Terminus sud du multiplex avec US 71; sortie direction sud, entrée direction nord; sortie 2G de l'I-70                                                        |
| Jackson                                   | Kansas City            | 4,44                | 7,15                | 4A                  | The Paseo (Independance Avenue) vers US 24 Bus.                                                                             | Sortie direction sud, entrée direction nord |
| Jackson                                   | Kansas City            | 4,81                | 7,75                | 4B                  | Front Street / Grand Boulevard                                                                                              | |
| Clay                                      | North Kansas City      | 5,45                | 8,77                | 5A                  | Bedford Street | Sortie direction nord, entrée direction sud |
| Clay                                      | North Kansas City      | 5,45                | 8,77                | 5                   | Levee Road | Sortie direction sud, entrée direction nord |
| Clay                                      | North Kansas City      | 6,06                | 9,75                | 5B                  | 16th Avenue | Sortie direction nord, entrée direction sud |
| Clay                                      | North Kansas City      | 6,63                | 10,67               | 6                   | Route 210 (en) est (Armour Road)                                                                                            | |
| Clay                                      | Kansas City            | 8,18                | 13,17               | 8A                  | Parvin Road | |
| Clay                                      | Kansas City            | 8,50                | 13,67               | 8B                  | I-29 nord / US 71 nord – Saint Joseph, Aéroport international de Kansas City                                                | Terminus nord du multiplex avec I-29 / US 71 |
| Clay                                      | Kansas City            | 9,02                | 14,51               | 8C                  | Route 1 (en) (Antioch Road)                                                                                                 | |
| Clay                                      | Kansas City            | 9,61                | 15,47               | 9                   | Route 269 (en) sud (Choteau Trafficway)                                                                                     | |
| Clay                                      | Kansas City            | 10,61               | 16,08               | 10                  | North Brighton Avenue | Sortie direction nord, entrée direction sud |
| Clay                                      | Kansas City            | 11,25               | 18,11               | 11                  | US 69 (Vivion Road) – Claycomo                                                                                              | |
| Clay                                      | Claycomo               | 12,92               | 20,79               | 12A                 | I-435 sud / Route 110 (en) (CKC) – Saint-Louis, Joplin                                                                      | Terminus sud du multiplex avec Route 110; sortie 52B de l'I-435                                                                                               |
| Clay                                      | Claycomo               | 13,15               | 21,17               | 12B                 | I-435 nord – Saint Joseph, Aéroport international de Kansas City                                                            | Sortie direction nord, entrée direction sud; sortie 52B de l'I-435                                                                                            |
| Clay                                      | Pleasant Valley        | 14,08               | 22,66               | 13                  | US 69 sud vers I-435 nord – Pleasant Valley, Liberty, Glenaire                                                              | Terminus sud du multiplex avec US 69 |
| Clay                                      | Liberty                | 16,44               | 26,46               | 16                  | Route 152 (en) – Liberty, Aéroport international de Kansas City                                                             | |
| Clay                                      | Liberty                | 17,94               | 28,88               | 17                  | Route 291 (en) vers I-435 – Liberty, Aéroport international de Kansas City                                                  | |
| Clay                                      | Liberty                | 20,35               | 32,75               | 20                  | US 69 nord – Excelsior Springs, Lawson                                                                                      | Terminus nord du multiplex avec US 69 |
| Clay                                      | Kearney                | 26,32               | 42,36               | 26                  | Route 92 (en) – Excelsior Springs, Kearney                                                                                  | |
| Clinton                                   | Holt                   | 33,22               | 53,47               | 33                  | Route PP – Holt, Lawson | |
| Clinton                                   |                        | 40,13               | 65,58               | 40                  | Route 116 (en) – Polo, Lathrop                                                                                              | |
| Clinton                                   |                        | 48,33               | 77,78               | 48                  | US 69 – Cameron, Lawson | |
| Clinton                                   | Cameron                | 52,82               | 85,01               | 52                  | I-35 BL nord / Route BB – Cameron                                                                                           | |
| DeKalb                                    | Cameron                | 54,31               | 87,40               | 54                  | US 36 / I-35 BL sud / Route 110 (en) (CKC) est – Cameron, Hamilton                                                          | Terminus nord du multiplex avec Route 110 (CKC) |
| Caldwell                                  | Pas d'intersections    | Pas d'intersections | Pas d'intersections | Pas d'intersections | Pas d'intersections | Pas d'intersections |
| Daviess                                   |                        | 61,61               | 99,15               | 61                  | US 69 – Winston, Jamesport                                                                                                  | |
| Daviess                                   |                        | 65,08               | 104,75              | 64                  | Route 6 (en) – Gallatin, Maysville                                                                                          | |
| Daviess                                   |                        | 68,64               | 110,46              | 68                  | US 69 – Altamont | |
| Daviess                                   |                        | 72,55               | 116,75              | 72                  | Route DD – Pattonsburg | |
| Daviess                                   |                        | 78,13               | 125,74              | 76                  | Route C – Pattonsburg | |
| Daviess                                   |                        | 80,48               | 129,52              | 80                  | Route C / Route N – Coffey                                                                                                  | |
| Harrison                                  |                        | 84,44               | 135,89              | 84                  | Route AA / Route H – Gilman City                                                                                            | |
| Harrison                                  |                        | 88,47               | 142,37              | 88                  | Route 13 (en) – Bethany | |
| Harrison                                  | Bethany                | 92,30               | 148,54              | 92                  | US 136 – Princeton, Bethany                                                                                                 | |
| Harrison                                  | Bethany                | 93,27               | 150,11              | 93                  | US 69 Spur – Bethany | |
| Harrison                                  |                        | 99,86               | 160,71              | 99                  | Route A – Ridgeway | |
| Harrison                                  | Eagleville             | 106,35              | 171,15              | 106                 | Route N – Eagleville, Blythedale                                                                                            | |
| Limite Missouri–Iowa                      | Limite Missouri–Iowa   | 114,22              | 183,81              | 114                 | 100th Street vers US 69 – Lamoni                                                                                            | |
| Limite Missouri–Iowa                      | Limite Missouri–Iowa   | 114,22              | 183,81              |                     | I-35 nord – Des Moines | Continue en Iowa |
| - Terminus de multiplex - Accès incomplet |                        |                     |                     |                     | | |

### Iowa
| Interstate 35                             |                              |        |        |        |                                                                                | |
| Comté                                     | Municipalité                 | mi     | km     | Sortie | Intersections / Destinations                                                   | Notes |
| Limite Iowa–Missouri                      | Limite Iowa–Missouri         | 0,00   | 0,00   |        | I-35 sud – Kansas City                                                         | Continue au Missouri |
| Limite Iowa–Missouri                      | Limite Iowa–Missouri         | 0,00   | 0,00   | 114    | 100th Street vers US 69 – Lamoni                                               | La sortie est sur la frontière des États |
| Decatur                                   | Lamoni                       | 4,18   | 6,72   | 4      | US 69 – Lamoni, Davis City                                                     | |
| Decatur                                   | Decatur City                 | 12,82  | 20,64  | 12     | Iowa 2 (en) – Leon, Mount Ayr                                                  | |
| Decatur                                   | Long Creek Township          | 17,95  | 28,88  | 18     | CR J20 – Grand River, Garden Grove                                             | |
| Decatur                                   | Van Wert                     | 22,29  | 35,88  | 22     | CR J14 – Van Wert                                                              | |
| Clarke                                    | Knox Township                | 29,37  | 47,26  | 29     | CR H45                                                                         | |
| Clarke                                    | Osceola                      | 33,18  | 53,39  | 33     | US 34 – Creston, Osceola                                                       | |
| Clarke                                    | Osceola                      | 34,25  | 55,12  | 34     | Clay Street – Osceola                                                          | |
| Clarke                                    | Osceola Township             | 36,32  | 58,44  | 36     | CR R35                                                                         | |
| Warren                                    | Virginia Township            | 43,86  | 70,58  | 43     | CR G76 – New Virginia                                                          | |
| Warren                                    | Virginia Township            | 47,32  | 76,32  | 47     | CR G64 – Truro                                                                 | |
| Warren                                    | Jackson Township             | 51,96  | 83,62  | 52     | CR G50 – St. Marys, St. Charles                                                | |
| Warren                                    | Bevington                    | 56,75  | 91,34  | 56     | Iowa 92 (en) – Indianola, Winterset                                            | |
| Warren                                    | Cumming                      | 65,04  | 104,67 | 65     | CR G14 – Norwalk, Cumming                                                      | |
| Polk                                      | West Des Moines              | 67,86  | 109,21 | 68     | Iowa 5 (en) sud – Norwalk, Carlisle, West Des Moines                           | Accès à l'aéroport international de Des Moines |
| Polk                                      | West Des Moines              | 69,20  | 111,31 | 69     | Grand Avenue – West Des Moines                                                 | |
| Polk                                      | West Des Moines              | 70,41  | 113,31 | 70     | Mills Civic Parkway                                                            | |
| Polk                                      | West Des Moines              | 72,61  | 116,85 | 72A    | I-235 est – West Des Moines, Des Moines                                        | Sortie 123 de l'I-235 |
| Polk                                      | West Des Moines              | 72,61  | 116,85 | 72B    | I-80 ouest – Council Bluffs, Omaha                                             | Terminus sud du multiplex avec I-80; pas de numéro de sortie en direction sud; sortie 123B de l'I-80 est                                                        |
| Polk                                      | Limite West Des Moines–Clive | 73,23  | 117,85 | 72C    | University Avenue – Clive                                                      | Indiqué sortie 124 en direction sud |
| Polk                                      | Limite Clive–Urbandale       | 74,44  | 119,80 | 125    | US 6 (Hickman Road) – Adel, Waukee                                             | Les numéros de sorties sont ceux de l'I-80 |
| Polk                                      | Urbandale                    | 75,45  | 121,42 | 126    | Douglas Avenue – Urbandale                                                     | |
| Polk                                      | Urbandale                    | 76,45  | 123,04 | 127A   | Meredith Drive                                                                 | Sortie direction nord, entrée direction sud |
| Polk                                      | Urbandale                    | 76,84  | 123,66 | 127B   | Iowa 141 (en) ouest – Grimes                                                   | |
| Polk                                      | Urbandale                    | 77,81  | 125,22 | 128    | 100th Street                                                                   | |
| Polk                                      | Urbandale                    | 78,81  | 126,83 | 129    | Northwest 86th Street – Camp Dodge                                             | |
| Polk                                      | Urbandale                    | 80,82  | 130,07 | 131    | Iowa 28 (en) sud (Merle Hay Road) – Saylorville Lake                           | |
| Polk                                      | Saylor Township              | 84,84  | 136,54 | 135    | Iowa 415 (en) (2nd Avenue) – Polk City                                         | |
| Polk                                      | Saylor Township              | 85,86  | 138,18 | 136    | US 69 (E. 14th Street) – Ankeny                                                | |
| Polk                                      | Ankeny                       | 86,80  | 139,68 | 137    | I-80 est / I-235 ouest – Des Moines, Davenport                                 | Terminus nord du multiplex avec I-80; indiqué sortie 137A (I-235) et 137B (I‑80) en direction nord; indiqué sortie 137A (I-80) et 137B (I-235) en direction sud |
| Polk                                      | Ankeny                       | 89,04  | 143,30 | 89     | Corporate Woods Drive                                                          | |
| Polk                                      | Ankeny                       | 90,60  | 145,81 | 90     | Iowa 160 (en) (Oralabor Road) – Bondurant                                      | |
| Polk                                      | Ankeny                       | 92,60  | 149,03 | 92     | 1st Street                                                                     | |
| Polk                                      | Ankeny                       | 94,68  | 152,37 | 94     | NE 36th Street                                                                 | |
| Polk                                      | Elkhart Township             | 96,79  | 155,77 | 96     | Polk City, Elkhart                                                             | |
| Story                                     | Huxley                       | 102,75 | 165,36 | 102    | Iowa 210 (en) – Huxley, Maxwell, Slater, Cambridge                             | |
| Story                                     | Ames                         | 111,72 | 179,79 | 111    | I-35 BL nord / US 30 – Nevada, Ames, Iowa State University                     | Indiqué sortie 111A (est) et 111B (ouest / nord) |
| Story                                     | Ames                         | 113,57 | 182,77 | 113    | I-35 BL sud / 13th Street                                                      | |
| Story                                     | Milford Township             | 116,57 | 187,60 | 116    | CR E29                                                                         | |
| Story                                     | Howard Township              | 122,99 | 197,93 | 123    | CR E18 – Roland, McCallsburg                                                   | |
| Story                                     | Story City                   | 124,48 | 200,33 | 124    | Story City                                                                     | |
| Hamilton                                  | Scott Township               | 127,97 | 205,95 | 128    | CR D65 – Stanhope, Randall                                                     | |
| Hamilton                                  | Ellsworth                    | 132,96 | 213,97 | 133    | Iowa 175 (en) – Jewell, Eldora                                                 | |
| Hamilton                                  | Rose Grove Township          | 139,02 | 223,79 | 139    | CR D41 / CR R61 – Kamrar                                                       | |
| Hamilton                                  | Rose Grove Township          | 142,50 | 229,33 | 142    | US 20 – Waterloo, Fort Dodge                                                   | Indiqué sortie 142A (est) et 142B (ouest) |
| Hamilton                                  | Williams Township            | 144,04 | 231,81 | 144    | CR D25 – Williams, Blairsburg                                                  | |
| Hamilton                                  | Williams Township            | 147,05 | 236,65 | 147    | CR D20 – Iowa Falls, Alden                                                     | |
| Wright                                    | Vernon Township              | 151,37 | 243,61 | 151    | CR R75 – Woolstock                                                             | |
| Franklin                                  | Morgan Township              | 159,86 | 257,27 | 159    | CR C47 – Dows                                                                  | |
| Franklin                                  | Scott Township               | 165,67 | 266,62 | 165    | Iowa 3 (en) – Clarion, Hampton                                                 | |
| Franklin                                  | Marion Township              | 170,11 | 273,77 | 170    | CR C25 – Alexander                                                             | |
| Franklin                                  | Richland Township            | 176,30 | 283,73 | 176    | CR C13 – Sheffield, Belmond                                                    | |
| Cerro Gordo                               | Pleasant Valley Township     | 179,92 | 289,56 | 180    | CR B65 – Thornton                                                              | |
| Cerro Gordo                               | Pleasant Valley Township     | 182,47 | 293,66 | 182    | CR B60 – Rockwell, Swaledale                                                   | |
| Cerro Gordo                               | Mount Vernon Township        | 188,52 | 303,39 | 188    | CR B43 – Burchinal                                                             | |
| Cerro Gordo                               | Lake Township                | 190,75 | 306,98 | 190    | US 18 est / Iowa 27 (en) sud (Avenue of the Saints) – Charles City, Mason City | Terminus sud du multiplex avec US 18 |
| Cerro Gordo                               | Clear Lake                   | 193,19 | 310,92 | 193    | I-35 BL nord / CR B35 – Clear Lake, Mason City                                 | |
| Cerro Gordo                               | Clear Lake                   | 194,06 | 312,31 | 194    | US 18 ouest / I-35 BL sud / Iowa 122 (en) est – Mason City, Clear Lake         | Terminus nord du multiplex avec US 18 |
| Cerro Gordo                               | Lincoln Township             | 197,75 | 318,25 | 197    | CR B20 – Mason City                                                            | |
| Worth                                     | Danville Township            | 203,66 | 327,78 | 203    | Iowa 9 (en) – Manly, Forest City                                               | |
| Worth                                     | Brookfield Township          | 208,69 | 335,86 | 208    | CR A38 – Joice, Kensett                                                        | |
| Worth                                     | Hartland Township            | 214,71 | 345,55 | 214    | Iowa 105 (en) – Lake Mills, Northwood                                          | |
| Worth                                     | Hartland Township            | 218,53 | 351,69 |        | I-35 nord – Minneapolis, Saint Paul                                            | Continue au Minnesota |
| - Terminus de multiplex - Accès incomplet |                              |        |        |        |                                                                                | |

### Minnesota
| Interstate 35                                                   |                                 |        |        |        |                                                                                 |                                                                                                |
| Comté                                                           | Municipalité                    | mi     | km     | Sortie | Intersections / Destinations                                                    | Notes                                                                                          |
| Limite Iowa–Minnesota                                           | Limite Iowa–Minnesota           | 0,00   | 0,00   |        | I-35 sud – Des Moines                                                           | Continue en Iowa                                                                               |
| Freeborn                                                        | Freeman Township                | 2,49   | 4,01   | 2      | CSAH 5                                                                          |                                                                                                |
| Freeborn                                                        | Freeman Township                | 5,28   | 8,49   | 5      | CSAH 13 – Twin Lakes, Glennville                                                |                                                                                                |
| Freeborn                                                        | Albert Lea                      | 7,99   | 12,85  | 8      | I-35 BL nord / US 65 – Albert Lea, Glennville                                   |                                                                                                |
| Freeborn                                                        | Albert Lea                      | 11,50  | 18,50  | 11     | CSAH 46 – Albert Lea                                                            |                                                                                                |
| Freeborn                                                        | Albert Lea                      | 12,56  | 20,21  | 12     | I-35 BL sud / US 65 sud – Albert Lea                                            | Sortie direction sud, entrée direction nord                                                    |
| Freeborn                                                        | Bancroft Township               | 13,25  | 21,32  | 13     | I-90 – La Crosse, Sioux Falls                                                   | Indiqué sortie 13A (est) et 13B (ouest); sortie 159 de l'I-90                                  |
| Freeborn                                                        | Clarks Grove                    | 18,75  | 30,17  | 18     | MN 251 (en) est – Clarks Grove, Hollandale                                      |                                                                                                |
| Freeborn                                                        | Geneva Township                 | 22,96  | 36,96  | 22     | CSAH 35 – Hartland, Geneva                                                      |                                                                                                |
| Steele                                                          | Summit Township                 | 26,64  | 42,87  | 26     | MN 30 (en) – New Richland, Blooming Prairie                                     |                                                                                                |
| Steele                                                          | Somerset Township               | 32,82  | 52,81  | 32     | CSAH 4 – Hope                                                                   |                                                                                                |
| Steele                                                          | Owatonna                        | 39,98  | 64,34  | 40     | US 14 / US 218 sud – Waseca, Rochester, Austin                                  | Indiqué sortie 40A (est) et 40B (ouest)                                                        |
| Steele                                                          | Owatonna                        | 41,77  | 67,22  | 41     | Bridge Street                                                                   |                                                                                                |
| Steele                                                          | Owatonna                        | 42,51  | 68,41  | 42     | CSAH 45 / CSAH 2                                                                | Indiqué sortie 42A (est) et 42B (ouest)                                                        |
| Steele                                                          | Owatonna                        | 43,52  | 70,05  | 43     | CSAH 34 (26th Street)                                                           |                                                                                                |
| Steele                                                          | Owatonna                        | 45,52  | 73,26  | 45     | CSAH 9 – Clinton Falls                                                          |                                                                                                |
| Steele                                                          | Medford                         | 48,06  | 77,34  | 48     | CSAH 12 / CSAH 23 – Medford                                                     |                                                                                                |
| Rice                                                            | Faribault                       | 55,59  | 89,46  | 55     | I-35 BL nord / CSAH 48 / Lyndale Avenue – Faribault                             | Sortie direction nord, entrée direction sud                                                    |
| Rice                                                            | Faribault                       | 56,92  | 91,60  | 56     | MN 60 (en) – Faribault, Waterville                                              |                                                                                                |
| Rice                                                            | Faribault                       | 59,11  | 95,12  | 59     | I-35 BL / MN 21 (en) – Faribault, Le Center                                     |                                                                                                |
| Rice                                                            | Forest Township                 | 66,70  | 107,34 | 66     | CSAH 1 – Montgomery, Dundas                                                     |                                                                                                |
| Rice                                                            | Webster Township                | 69,68  | 112,14 | 69     | MN 19 (en) – Northfield, New Prague, Lonsdale                                   |                                                                                                |
| Scott                                                           | New Market Township             | 76,84  | 123,66 | 76     | CSAH 2 – Elko New Market                                                        |                                                                                                |
| Dakota                                                          | Lakeville                       | 81,84  | 131,71 | 81     | CSAH 70 – Lakeville, Farmington                                                 |                                                                                                |
| Dakota                                                          | Lakeville                       | 84,34  | 135,73 | 84     | CSAH 60 (185th Street West)                                                     |                                                                                                |
| Dakota                                                          | Lakeville                       | 85,51  | 137,61 | 85     | CSAH 5 / CSAH 50                                                                |                                                                                                |
| Dakota                                                          | Lakeville                       | 86,64  | 139,43 | 86     | CSAH 46                                                                         |                                                                                                |
| Dakota                                                          | Burnsville                      | 87,82  | 141,34 | 87     | Crystal Lake Road                                                               | Sortie direction nord, entrée direction sud                                                    |
| Dakota                                                          | Burnsville                      | 88,27  | 142,05 | 88A    | I-35W nord – Minneapolis / I-35E nord – Saint Paul                              | L'I-35 nord se divise en deux segments; sortie 88A est pour I-35W                              |
| Voir I-35W et / I-35E                                           |                                 |        |        |        |                                                                                 |                                                                                                |
| Anoka                                                           | Columbus                        | 127,50 | 205,19 | 127    | I-35W sud – Minneapolis / I-35E sud – Saint Paul                                | L'I-35 sud se divise en deux segments; sortie 127A est pour I-35W                              |
| Anoka                                                           | Columbus                        | 129,47 | 208,36 | 129    | MN 97 (en) / CSAH 23                                                            |                                                                                                |
| Washington                                                      | Forest Lake                     | 131,77 | 212,07 | 131    | CSAH 2 vers US 8 – Forest Lake                                                  |                                                                                                |
| Washington                                                      | Forest Lake                     | 132,28 | 212,88 | 132    | US 8 est – Taylors Falls                                                        | Sortie direction nord, entrée direction sud                                                    |
| Chisago                                                         | Wyoming                         | 135,72 | 218,42 | 135    | US 61 sud / CSAH 22 – Wyoming                                                   |                                                                                                |
| Chisago                                                         | Stacy                           | 139,98 | 225,28 | 139    | CSAH 19 – Stacy                                                                 |                                                                                                |
| Chisago                                                         | Lent Township                   | 143,76 | 231,36 | 143    | CSAH 17                                                                         |                                                                                                |
| Chisago                                                         | North Branch                    | 147,93 | 238,07 | 147    | MN 95 (en) – Cambridge, North Branch                                            |                                                                                                |
| Chisago                                                         | Harris                          | 152,61 | 245,60 | 152    | CSAH 10 – Harris                                                                |                                                                                                |
| Chisago                                                         | Rush City                       | 159,99 | 257,49 | 159    | CSAH 1 – Rush City                                                              |                                                                                                |
| Pine                                                            | Rock Creek                      | 165,71 | 266,68 | 165    | MN 70 (en) – Rock Creek, Grantsburg                                             |                                                                                                |
| Pine                                                            | Pine City                       | 169,57 | 272,89 | 169    | I-35 BL / CSAH 7 – Pine City                                                    |                                                                                                |
| Pine                                                            | Pine City                       | 171,36 | 275,77 | 171    | I-35 BL / CSAH 11                                                               |                                                                                                |
| Pine                                                            | Mission Creek Township          | 175,35 | 282,20 | 175    | CSAH 14 – Beroun                                                                |                                                                                                |
| Pine                                                            | Mission Creek Township          | 180,40 | 290,33 | 180    | MN 23 (en) ouest / CSAH 61 sud – Mora                                           | Terminus sud du multiplex avec MN 23                                                           |
| Pine                                                            | Hinckley                        | 183,11 | 294,68 | 183    | MN 48 (en) est (Fire Monument Road) / CSAH 61 (Old Highway 61) – Hinckley       |                                                                                                |
| Pine                                                            | Sandstone                       | 191,38 | 308,00 | 191    | MN 23 (en) est / CSAH 61 – Sandstone                                            | Terminus nord du multiplex avec MN 23                                                          |
| Pine                                                            | Finlayson Township              | 195,62 | 314,81 | 195    | MN 18 (en) / MN 23 (en) – Askov, Finlayson                                      |                                                                                                |
| Pine                                                            | Willow River                    | 205,48 | 330,68 | 205    | CSAH 43 – Bruno, Willow River                                                   |                                                                                                |
| Pine                                                            | Windemere Township              | 209,89 | 337,78 | 209    | CSAH 46 – Sturgeon Lake                                                         |                                                                                                |
| Carlton                                                         | Moose Lake                      | 214,69 | 345,52 | 214    | MN 73 (en) – Moose Lake                                                         |                                                                                                |
| Carlton                                                         | Moose Lake Township             | 216,08 | 347,75 | 216    | MN 27 (en) – Moose Lake                                                         | Sortie direction sud, entrée direction nord                                                    |
| Carlton                                                         | Barnum                          | 220,64 | 355,08 | 220    | CSAH 6 – Barnum                                                                 |                                                                                                |
| Carlton                                                         | Mahtowa Township                | 227,35 | 365,89 | 227    | CSAH 4 – Mahtowa, Wrenshall                                                     |                                                                                                |
| Carlton                                                         | Twin Lakes Township             | 235,49 | 378,98 | 235    | MN 210 (en) – Carlton, Cromwell                                                 |                                                                                                |
| Carlton                                                         | Cloquet                         | 237,23 | 381,78 | 237    | MN 33 (en) – Cloquet, Iron Range                                                |                                                                                                |
| Carlton                                                         | Scanlon                         | 239,20 | 384,96 | 239    | MN 45 (en) sud / CSAH 45 nord – Cloquet, Scanlon                                |                                                                                                |
| Carlton                                                         | Thomson Township                | 242,16 | 389,71 | 242    | CSAH 1 – Thomson, Esko                                                          |                                                                                                |
| Limite Carlton–St. Louis                                        | Limite Townships Thomson–Midway | 245,20 | 391,61 | 245    | CSAH 61                                                                         |                                                                                                |
| St. Louis                                                       | Midway Township                 | 246,35 | 396,46 | 246    | CSAH 13 (Midway Road)                                                           |                                                                                                |
| St. Louis                                                       | Proctor                         | 249,63 | 401,74 | 249    | Boundary Avenue / Skyline Parkway                                               |                                                                                                |
| St. Louis                                                       | Duluth                          | 250,67 | 403,41 | 250    | US 2 ouest – Grand Rapids, Proctor                                              | Terminus sud du multiplex avec US 2; sortie direction sud, entrée direction nord               |
| St. Louis                                                       | Duluth                          | 251,23 | 404,31 | 251A   | Cody Street                                                                     | Sortie direction nord, entrée direction sud                                                    |
| St. Louis                                                       | Duluth                          | 252,05 | 405,64 | 251B   | MN 23 (en) (Grand Avenue)                                                       | Sortie direction sud, entrée direction nord                                                    |
| St. Louis                                                       | Duluth                          | 252,42 | 406,23 | 252    | Central Avenue                                                                  |                                                                                                |
| St. Louis                                                       | Duluth                          | 253,17 | 407,44 | 253A   | US 2 est / Lake Superior Circle Tour est (Bong Bridge) – Wisconsin              | Terminus nord du multiplex avec US 2; terminus sud du multiplex avec Lake Superior Circle Tour |
| St. Louis                                                       | Duluth                          | 253,70 | 408,29 | 253B   | 40th Avenue West                                                                |                                                                                                |
| St. Louis                                                       | Duluth                          | 254,85 | 410,13 | 254    | 27th Avenue West                                                                |                                                                                                |
| St. Louis                                                       | Duluth                          | 255,40 | 411,02 | 255    | I-535 sud / US 53 est (21st Avenue West) – Wisconsin                            | Indiqué sortie 255A (nord) et 255B (sud); terminus nord de l'I-535                             |
| St. Louis                                                       | Duluth                          | 256,25 | 412,39 | 256A   | MN 194 (en) (Mesaba Avenue) / Superior Street                                   | Sortie direction nord, entrée direction sud                                                    |
| St. Louis                                                       | Duluth                          | 256,81 | 413,29 | 256B   | 5th Avenue West / Lake Avenue                                                   |                                                                                                |
| St. Louis                                                       | Duluth                          | 259,06 | 416,92 | 258    | 21st Avenue East                                                                | Sortie direction nord, entrée direction sud                                                    |
| St. Louis                                                       | Duluth                          | 259,61 | 417,80 | 259    | MN 61 (en) / LSCT nord (London Road) / 26th Avenue – Rive nord du Lac Supérieur | Terminus nord de l'I-35; sortie direction nord seulement; terminus nord du multiplex avec LCST |
| - Terminus de multiplex - Accès incomplet - Transition de route |                                 |        |        |        |                                                                                 |                                                                                                |

## Autoroutes reliées

### Texas
- Interstate 35W
- Interstate 35E
- Interstate 635

### Oklahoma
- Interstate 235

Kansas
- Interstate 135
- Interstate 235
- Interstate 335
- Interstate 435
- Interstate 635

### Missouri
- Interstate 435
- Interstate 635

### Iowa
- Interstate 235

### Minnesota
- Interstate 35W
- Interstate 35E
- Interstate 535

### Wisconsin
- Interstate 535